# Група пам'яток у Магабаліпурамі
Група пам'яток у Магабаліпурамі — це колекція релігійних пам'яток 7-го та 8-го століть нашої ери в прибережному курортному містечку Магабаліпурам, Тамілнаду, Індія, і є об'єктом Світової спадщини ЮНЕСКО. Він розташований на Коромандельському березі Бенгальської затоки, близько 60 кілометрів (37 миля) на південь від Ченнаї.
На території розташовано 40 стародавніх пам'яток та індуїстських храмів, у тому числі один із найбільших у світі наскельних рельєфів під відкритим небом: Спуск Гангу або Покаяння Арджуни. Група містить кілька категорій пам'яток: храми ратхи з монолітними процесійними колісницями, побудовані між 630 і 668 роками; mandapa viharas (печерні храми) з оповіданнями з Магабгарати та шийвітів, шакті або шаактхи та вайшнавських написів кількома індійськими мовами та писемністю; наскельні рельєфи (зокрема барельєфи); вирізьблені з каменю храми, побудовані між 695 і 722 роками, а також археологічні розкопки, датовані VI століттям і раніше.
Пам'ятки були побудовані за династії Паллавів. Відомі як Сім пагод у багатьох публікаціях колоніальної епохи, вони також називаються храмами Мамаллапурам або храмами Магабаліпурам у сучасній літературі. Місцем, відреставрованим після 1960 року, керує Археологічне управління Індії.

## Розташування та назва
Храми Магабаліпурам розташовані в південно-східному індійському штаті Тамілнаду, приблизно за 60 кілометрів (37 миля) на південний захід від Ченнаї на узбережжі Коромандельському березі. До пам'яток можна дістатися чотирисмуговою, розділеною дорогою Східного узбережжя та Салаї Раджива Ганді (державні дороги 49 і 49A). Найближчий аеропорт розташований у Ченнаї (код аеропорту IATA MAA). Місто пов'язане з рештою Індії через мережу залізниць.
Магабаліпурам відомий під кількома назвами, включаючи Мамаллапурам; Мамалла означає «Великий борець» і відноситься до короля 7-го століття Нарасімхи Вармана I. Інші назви, знайдені в історичних текстах, включають Мамаллапаттана, Маваліпурам, Маваліварам, Мавелліпор, Маувелліпурам і Магабаліпур, усі вони стосуються «великого міста-борця» або «міста Магабалі». Остання пов'язана з міфічним Магабалі, королем демонів, переможеним гномом Ваманою (аватар Вішну). За словами Нагасвамі, назва походить від тамільського слова mallal (процвітання) і відображає те, що місто було давнім економічним центром Південної Індії та Південно-Східної Азії. Ця теорія частково підтверджується тамільським текстом VIII століття раннього поета руху Бгакті Тіруманґая Алвара, де Мамаллапурам називається «Кадал Маллай».
Місто було відоме як «Сім пагод» європейськими моряками, які висадилися на узбережжі після того, як побачили вежі семи індуїстських храмів. Написи сьомого століття згадують його як «Мамаллапурам» або близькі варіанти; «Магабаліпурам» з'являється лише після 16 століття і (разом із Сімома пагодами) використовувався в літературі колоніальної доби. Уряд Тамілнаду прийняв Мамаллапурам як офіційну назву місця та селища в 1957 році, а в 1964 році оголосив пам'ятки та прибережний регіон спеціальною туристичною територією та оздоровчим курортом.

## Історія

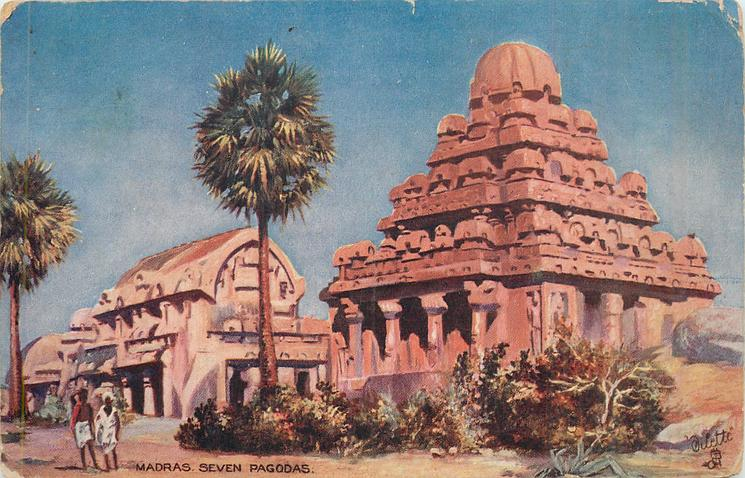
Рекламна листівка 1911 р. із зображенням частини семи пагод

Хоча давня історія Магабаліпурама неясна, нумізматичні та епіграфічні дані та його храми свідчать про те, що це було важливе місце до того, як були споруджені пам'ятки. Існує припущення, що це морський порт Сопатма, згаданий у Періплі Еритрейського моря 1-го століття, або порт Меланж Птолемея в його Географії 2-го століття. Інша теорія стверджує, що порт Нірппеярву, згаданий у Перумпанаррупадай з кінця 19 століття до початку 20 століття, може бути Магабаліпурамом або Канчіпурамом.
У своїй Авантісундарі Катха санскритолог 7-8-го століть Дандін (який жив у Тамілнаду та був пов'язаний із двором Паллавів) хвалив художників за ремонт скульптури Вішну в Мамаллапурамі. Однак авторство Дандіна цього тексту є суперечливим. Середньовічний санскритський текст згадує пам'ятки Мамаллапурам, ранню традицію ремонту та значення вайшнавізму.

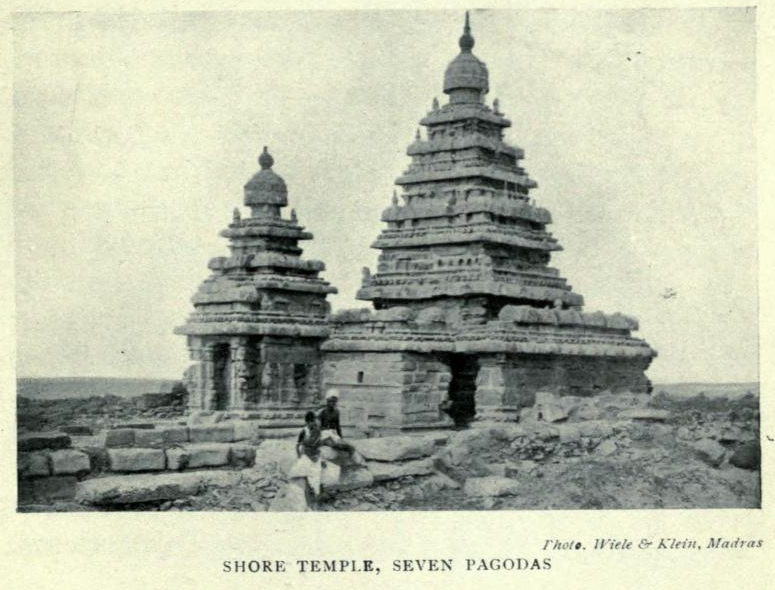
Фотографія храму Шор 1921 р.

Коли Марко Поло (1271—1295 н. е.) прибув до Індії, повертаючись до Венеції з Південно-Східної Азії, він згадав (але не відвідав) «Сім пагод», і назва стала асоціюватися з береговими храмами Магабаліпурам у публікаціях європейських купців століттями пізніше. Вона з'явилася в Каталанському атласі Авраама Крескеса 1375 року як «Setemelti» і «Santhome», груба карта Азії, але точна щодо відносного розташування двох портів; перший — Мамаллапурам, а другий — Мілапор. Венеціанський мандрівник Гаспаро Бальбі згадав «Сім пагод» і «Вісім приємних пагорбів» у 1582 році, що, за припущенням Нагасвамі, відноситься до пам'яток. Згідно з Шалком, Бальбі назвав це «Сім пагод Китаю» (повторне тлумачення Генрі Юла прочитання Бальбі, який вважав Бальбі ненадійним, з подальшим вибірковим виправленням, що це, ймовірно, означало Мамаллапурам).
Оскільки зараз залишилося менше семи веж, назва надихнула припущення та суперечки. Грудневе цунамі 2004 року ненадовго оголило пляж біля Салуванкуппама (нині на північ від Магабаліпурама), виявивши написи та споруди. У репортажі BBC Бадрінараянан сказав, що вони датуються 9 століттям і, можливо, були знищені цунамі у 13 столітті. Цунамі також виявило великі споруди на морському дні приблизно за кілометр від берега, які, за припущеннями археологів, можуть бути стародавнім Магабаліпурамом. Згідно зі статтею Science, цунамі оголило скелі з «витончено скульптурною головою слона та коня в польоті», «невеликою нішею зі статуєю божества; іншою скелею з лежачим левом» та іншою індуїстською релігійною іконографією. Морські археологи та групи підводного плавання досліджували місце на схід від храму Шор, однієї з пам'яток, після цунамі 2004 року. Це виявило руїни зруйнованих стін, велику кількість прямокутних блоків та інших споруд, розташованих паралельно берегу, і сорок пам'яток, що збереглися.

### Сучасні звіти
Європейські моряки та купці, які почали торгівлю з Азією після 16 століття, згадували це місце. Ранні звіти, як-от звіти Ніколао Мануччі (який ніколи не відвідував це місце, але бачив пам'ятки здалеку та чув про них), зближували китайські та бірманські буддистські проекти пагод з індуїстськими храмами та припускали, що храми були побудовані китайцями. Відповідно до «Нової історії Ост-Індії» Ентоні Гамільтона 1727 року, це місце було центром паломництва, а його зовнішня скульптура була «непристойною, розпусною», як вистава на Друрі-Лейн. Французький письменник П'єр Соннера критикував європейський расизм щодо індусів і висунув теорію про те, що храми Магабаліпурам були дуже старими.
Літературний огляд Магабаліпурама Вільяма Чемберса 1788 року привернув увагу європейських вчених до пам'яток. Чемберс опитав місцевих жителів і пов'язав монументальне мистецтво, яке він бачив, з індуїстськими текстами, назвавши його чудовим і виразним у деталях оповіді. Серія досліджень 19-го століття, наприклад, Бенджаміна Бабінґтона та Вільяма Елліота, містила ескізи пам'яток і відбитки написів. Проте деякі історії та припущення в західній літературі залишалися незвичними. У 1809 році Френсіс Вілфорд припустив, що пам'ятки були побудовані в 450 році до н. е., пов'язуючи їх із писаннями Цицерона (I ст. до н. е.) про індусів, які, можливо, побудували три стародавні індійські міста-храми (включаючи Магабаліпурам).

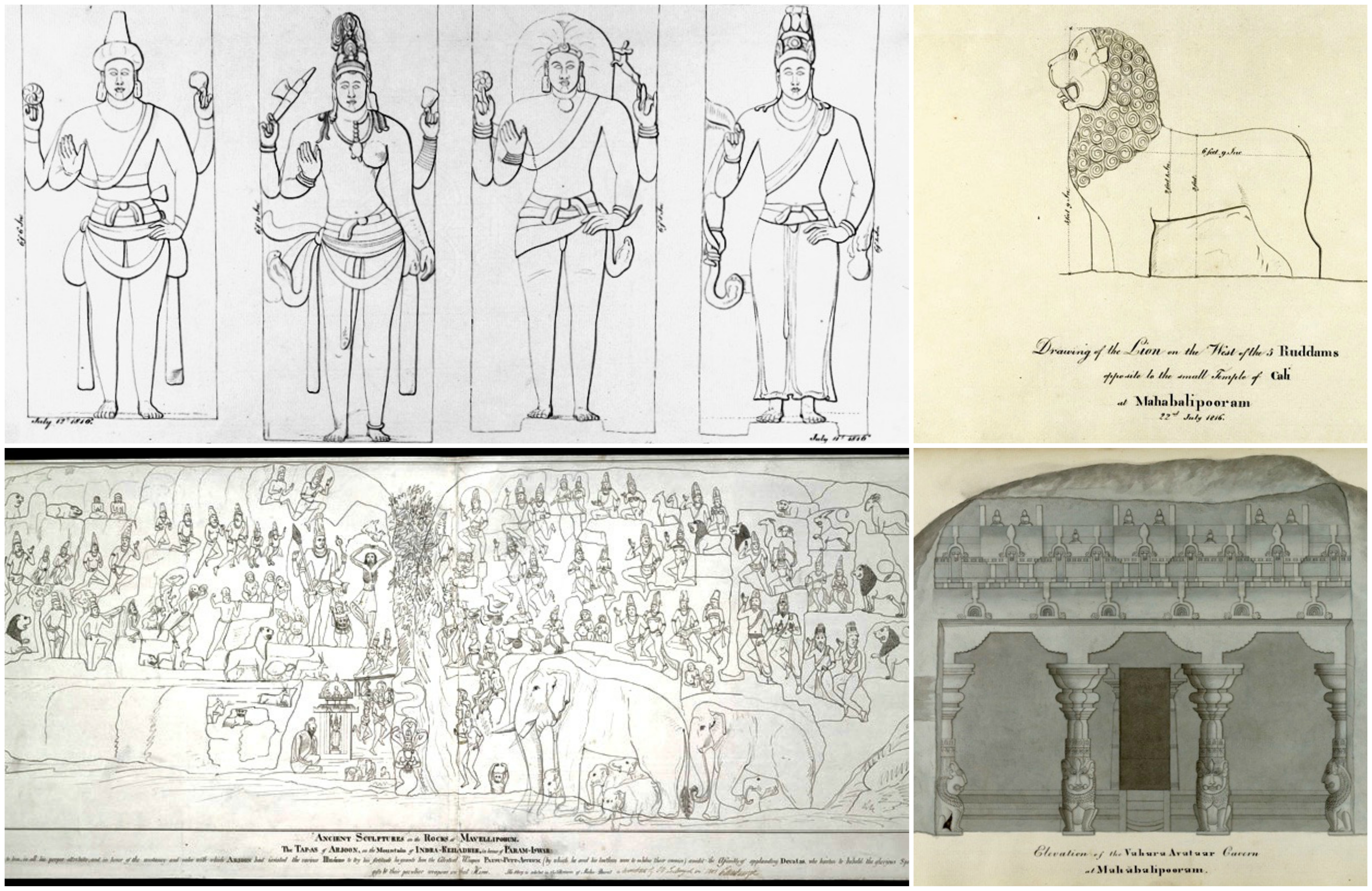
Ескізи індуїстських божеств (за годинниковою стрілкою) у 19 ст. в мандалі, статуї лева, вхід у печерний храм і наскельний рельєф

У звітах дев'ятнадцятого століття згадуються місцеві згадки про «позолочені вершини багатьох пагод» у морському прибої на сході сонця, про які говорили старійшини, але їх більше не було видно. Наприкінці 19-го та на початку 20-го століть Магабаліпурам був центром туристичних путівників і спекуляцій колоніальної епохи. Частини багатьох пам'яток були засипані піском, і мало було зроблено для збереження місця. Після здобуття Індією незалежності уряд Тамілнаду розвинув пам'ятки Мамаллапурам і прибережний регіон як археологічний, туристичний і паломницький об'єкт, покращивши дорожню мережу та міську інфраструктуру. У 1984 році це місце було оголошено ЮНЕСКО об'єктом Світової спадщини.
Група була предметом археологічного інтересу з 1990 року, і розкопки принесли несподівані відкриття. За словами Джона Марра, на цьому місці виявлено «резервуар у формі апсиди, вигнутий кінець якого був вирівняний на південь у напрямку до середньої частини храму Шор» з анантасаяною (лежачим Вішну), ймовірно, перед храмом.

## Будівництво Паллавами
Мамаллапурам став видатним під час правління Сімхавішну в епоху Паллавів наприкінці 6-го століття, періоду політичної конкуренції з панд'ями, черами та чолами та духовного бродіння з появою поетів-учених руху Бгакті у 6-8 століттях: вайшнавські альвари та шайва-наянари. Архітектура Мамаллапурама пов'язана з сином Сімгавішну, Магендраварманом I (600—630 н. е.), який був покровителем мистецтв. Син Магендравармана, Нарсімга Варман I, побудував його зусиллями свого батька, і більшість вчених приписують йому багато пам'яток. Після короткої перерви будівництво храмів і пам'яток продовжилося під час правління Раджасімги (або Нарасімгавармана II; 690—728).
Археолог середини 20-го століття А. Х. Лонгхерст описав архітектуру Паллавів, у тому числі знайдену в Магабаліпурамі, на чотири хронологічні стилі: Магендра (610—640), Мамалла (640—670, за Нарсімги Вармана I), Раджасімга (674—800) і Нандіварман (800—900). К. Р. Шрінівасан описав його як відображення трьох стилів і етапів будівництва, назвавши третій період стилем Парамешвара.

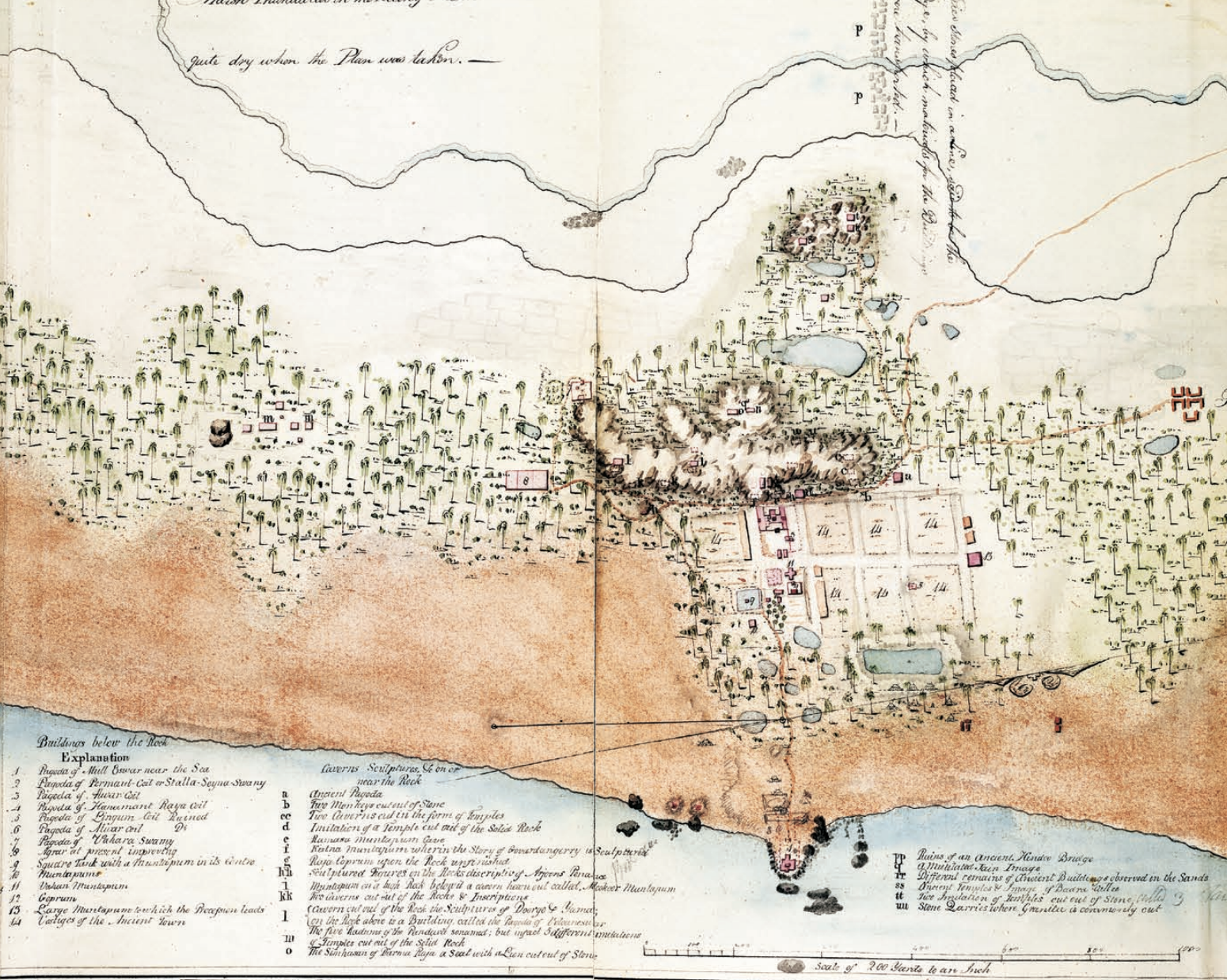
Карта Магабаліпурама 1808 р. У центрі головний пагорб із печерними храмами; Береговий храм розташований біля виступу на узбережжі, а інші пам'ятки розташовані в межах кількох кілометрів від головного пагорба.

Ця хронологія була предметом розбіжностей вчених. Деякі вчені, як-от Мерилін Гірш у 1987 році, сказали, що найдавніші храми відносяться до приблизно 600 років (за правління короля-поета Магендравармана I). Інші, такі як Наґасвамі в 1962 році, сказали, що король Раджасімга (690—728) був ймовірним покровителем багатьох пам'яток; багато храмових написів містять одне з його імен і його характерні ґрантха та витіюваті письмена Нагарі.
Докази, які датують деякі з пам'яток Мамаллапурам початком VII століття, включають напис Мандагапатту (напис Лаксітаяна) Магендравармана I. У написі йдеться, що він «побудував храм, не використовуючи ані деревини, ані вапна (розчину), ані цегли чи металу», і храм був присвячений «Брахмі, Вішну і Шиві». Це був перший індуїстський храм Паллавів, побудований на скелі, і Магендраварман I та його нащадки, ймовірно, побудували інші. На думку Мате та інших вчених, напис означає, що в тамільського народу була традиція будівництва храмів, заснована на згаданих матеріалах, яка передувала VI століттю. Напис Мандагапатту не поодинокий, і додаткові написи Магендравармана I, що стосуються печерних храмів, були виявлені по всьому його королівству. Іншими доказами є печерні храми (наприклад, печери Ундаваллі), які передували печерним храмам Мамаллапурам, що свідчить про те, що індійські ремісники почали досліджувати печерну архітектуру ще до періоду Паллавів. Пам'ятки в Мамаллапурамі, як правило, датуються вченими 7-м і 8-м століттями.

## Опис

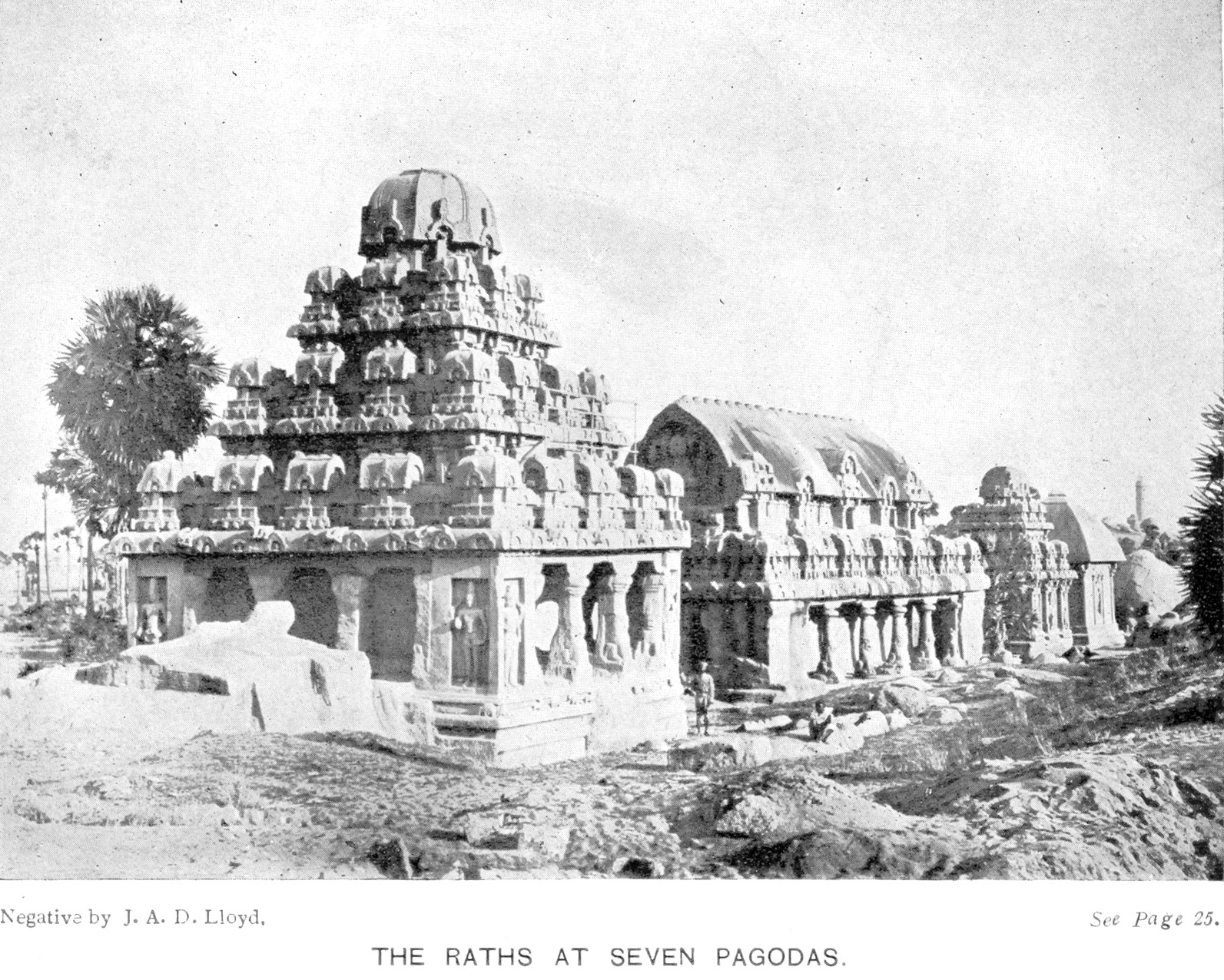
Фотографія 1913 року групи з п'яти ратх

Пам'ятки є злиттям релігії, культури та легенд, що стосуються індуїстського релігійного пантеону. Вони виражаються крізь скелі чи валуни у великому масштабі, об'єднуючи природу та скульптуру. Місце нараховує близько сорока пам'яток різного ступеня завершеності, поділених на п'ять груп:
- Ратхи: храми у формі колісниці
- Мандапи: печерні храми
- Наскельні рельєфи
- Структурні храми
- Розкопки

Є десять великих ратх, десять мандап, два скельних барельєфи та три структурні храми. В основі монументального плану лежать квадрат і коло або квадрати, складені один на один (утворюючи прямокутник). Рельєфи, скульптури та архітектура поєднують шиваїзм, вайшнавізм і шактизм, причому кожна пам'ятка присвячена божеству чи персонажу індуїстської міфології. Пам'ятки є джерелом багатьох написів на санскриті 7-го та 8-го століть, які дають уявлення про середньовічну історію, культуру, уряд і релігію Південної Індії.

### Храмиратха
Храми ратха в південному Магабаліпурамі вирізьблені у формі колісниць. Їхні художники використовували природні блоки діориту та граніту в піску, вирізьблюючи легенди на камені. Найвідомішими є п'ять монолітних споруд, що виступають над пляжем, відомих як П'ять ратх або Ратхи Пандавів. У «Магабгараті» Пандави — це п'ятеро братів зі спільною дружиною Драупаді. Хоча символізм і групування храмів призвели до цих популярних назв, вони не є ані справжніми ратхами, ані присвяченими Пандавам; це храми, присвячені божествам і концепціям традицій індуїзму Шайві, (Шива), Вайшнаві (Вішну) і Шакті (Дурґа). Ці ратхи датуються 7 століттям.
Група з п'яти ратх розташована на осі північ-південь з Дгармараджа ратхою на південному кінці, за якою йдуть Бгіма, Арджуна та Драупаді ратхи. Останні два мають спільну платформу. На захід від платформи Арджуна-Драупаді зображений лев, на сході — сидячий бик, а на південному заході — слон, що стоїть. Накула і Сагадева ратха розташовані на північний захід від Бгіма ратхі та на південний захід від Арджуна ратхі, позаду слона. Вісь поперечного перерізу Накули і Сагадева Ратхі розташована в центрі групи. Усі храми мають західний вхід, крім Накула-Сагадева ратхі, який має південний вхід.

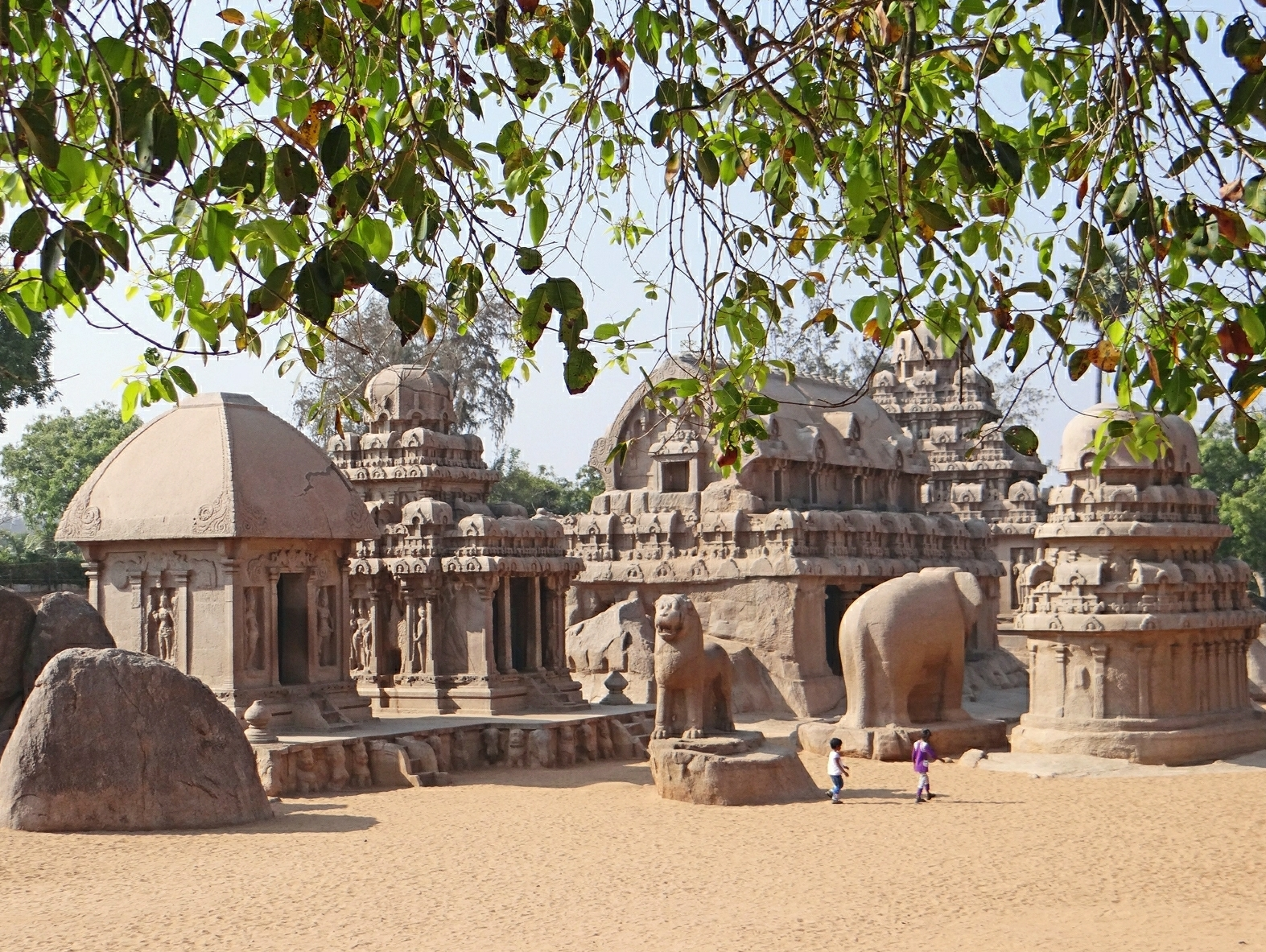
Панча ратхи, вид із північного заходу
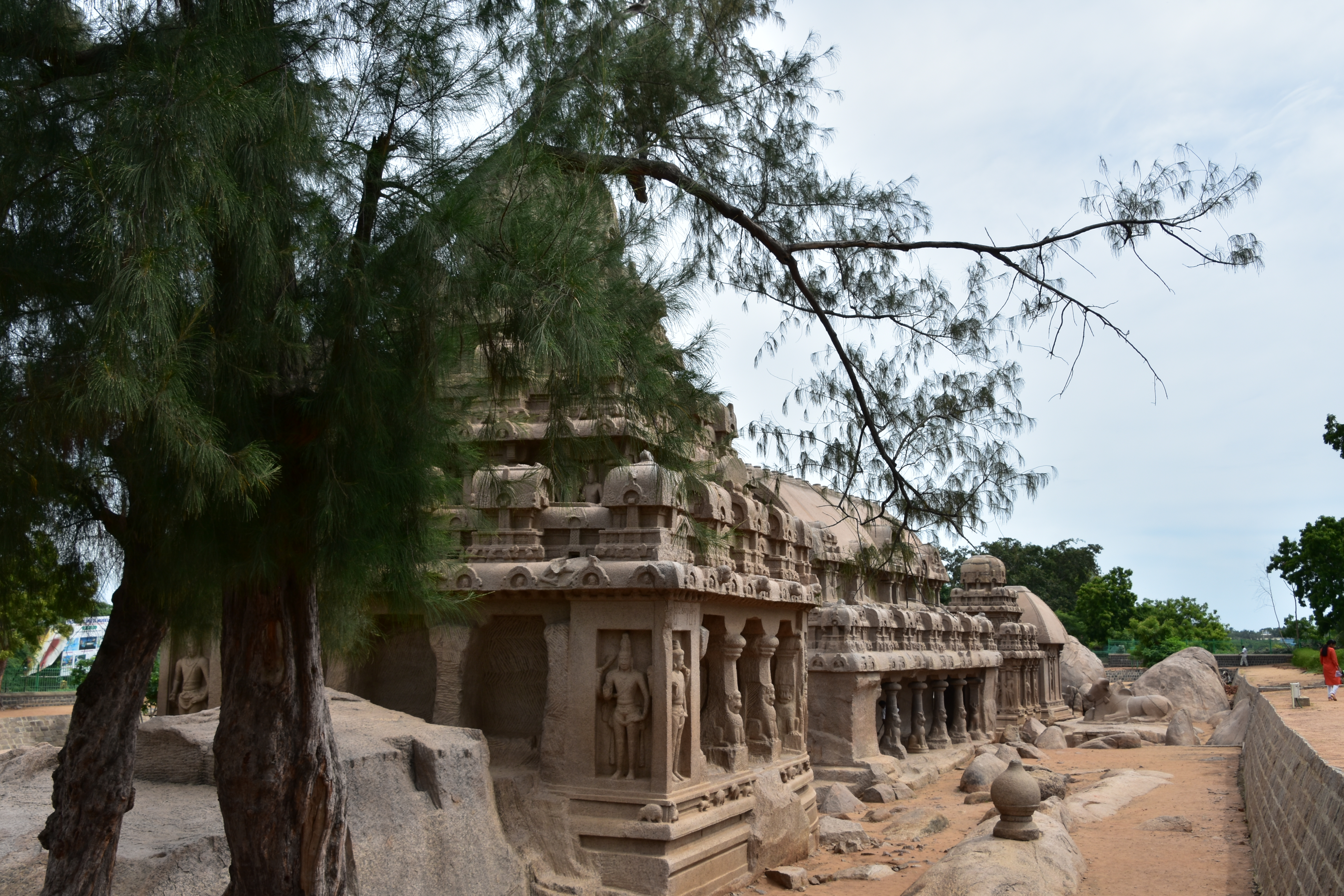
Вид із південного сходу
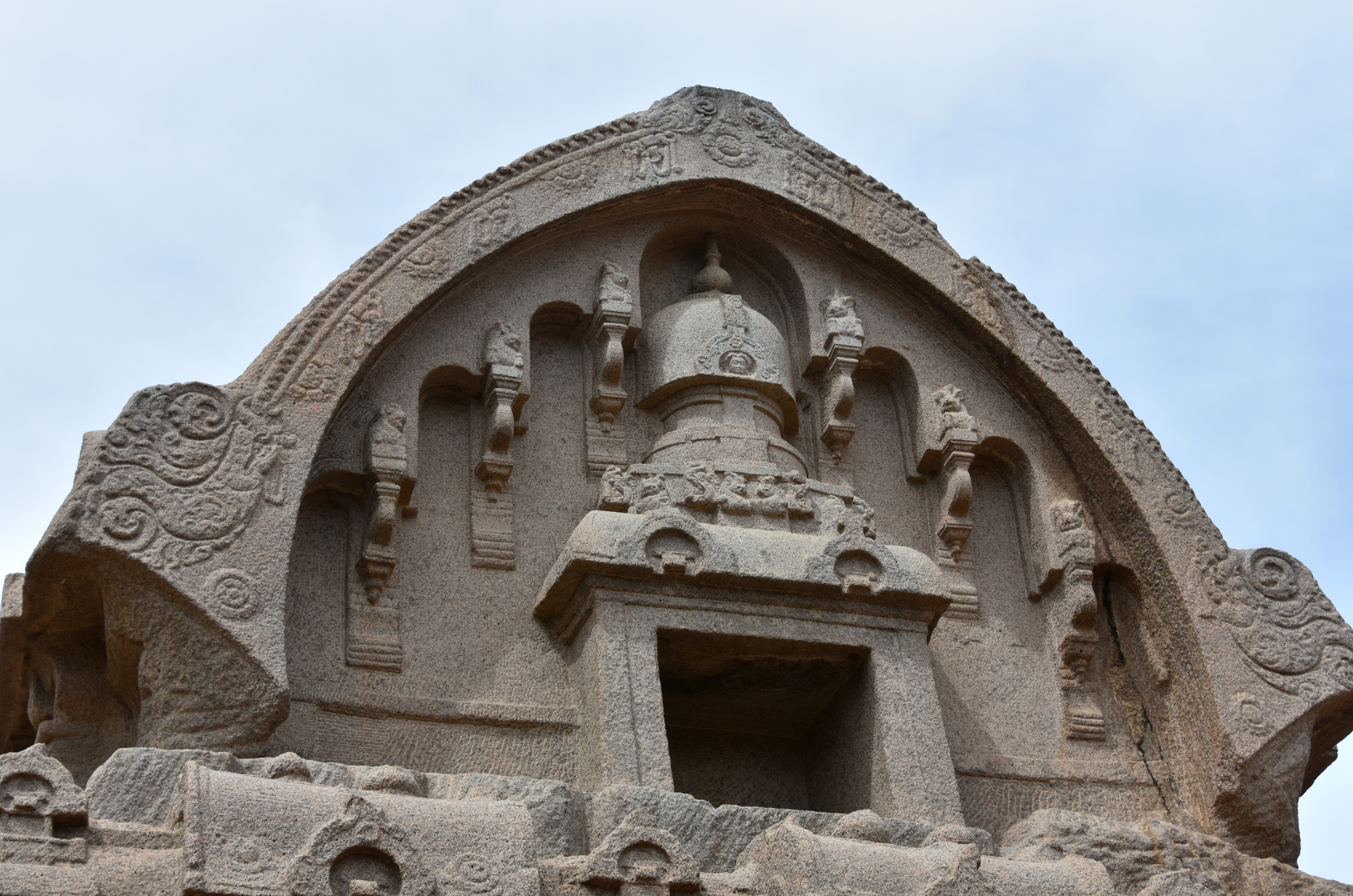
Дах Бгіма ратхи
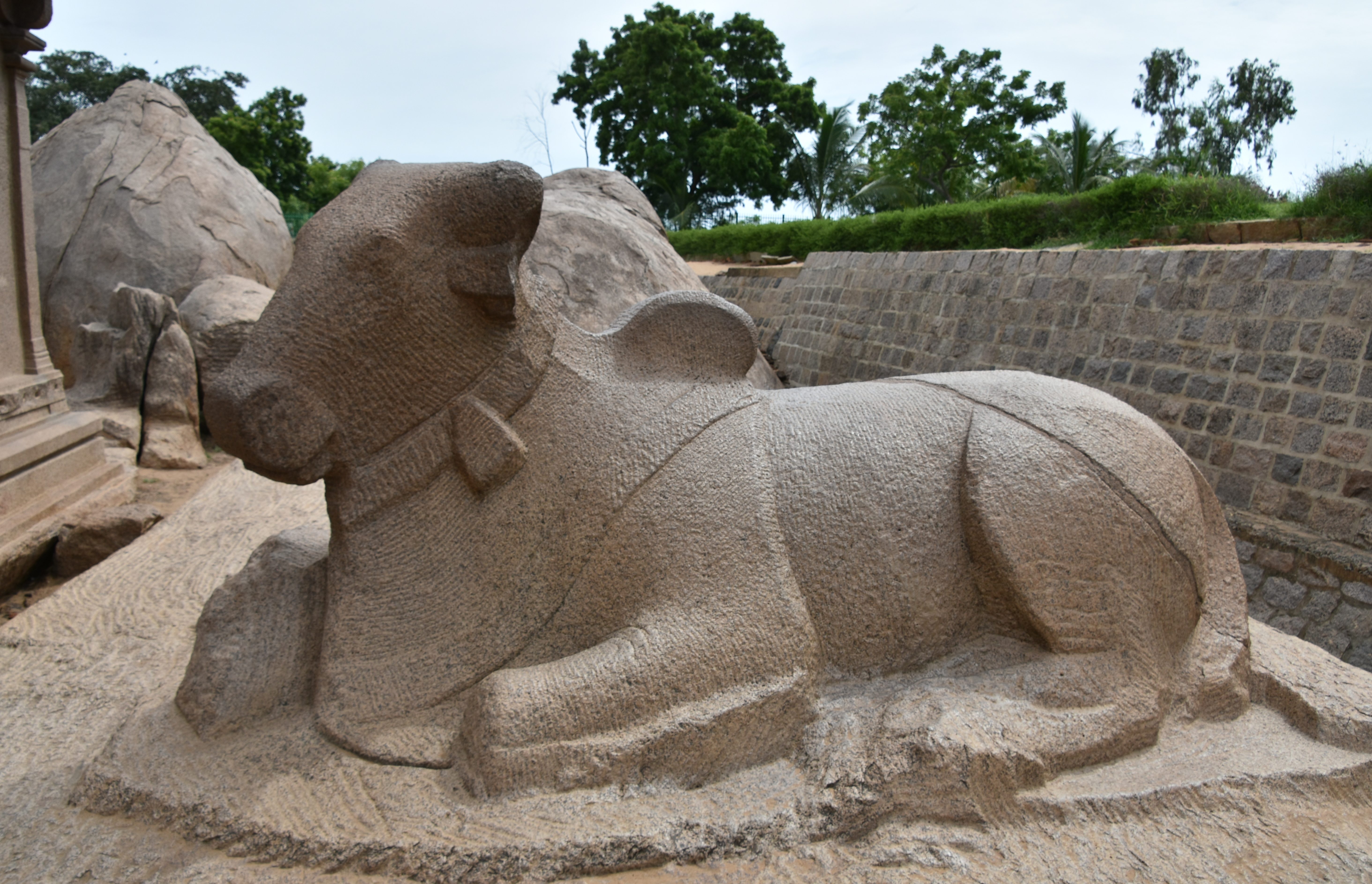
Скульптура бика VII століття біля ратхи

Ратхи мають спільні елементи. Кожен на ліпному постаменті, з ганасом або без нього; за словами Джорджа Мічелла, над цим цоколем «стіни ритмічно діляться на ряд виступів і заглиблень між пілястрами» (утворюючи ніші). Скульптури перебувають у нішах, а більш важливі скульптури мають макари на кронштейнах. Над ними розташовані звиси, іноді прикрашені людськими обличчями. До парапету додано молдинги. Верхній ярус повторював (у зменшеному рівні) конструкцію нижнього ярусу або був укритий криволінійними дахами.

#### Дгармараджа ратха

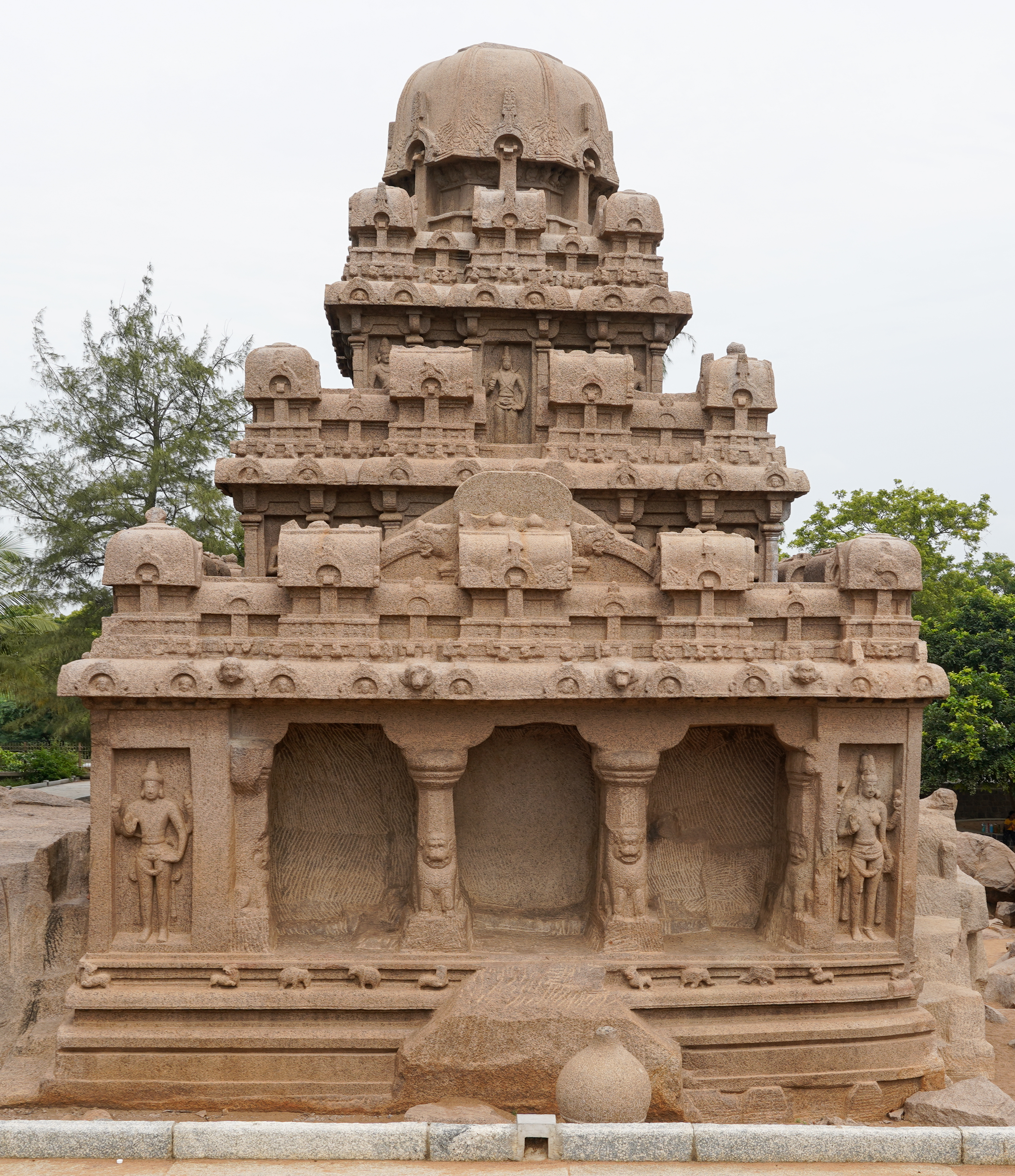
Зовнішній вигляд Дгармараджа ратхи

Дгармараджа ратха має квадратний план поверху всередині прямокутної рами (26,75 футів x 20,67 футів) і заввишки 35,67 футів. Має відкритий ґанок, що підтримується стовпами. Пірамідальна вежа храму складається з вімани зі зменшуваними квадратами, увінчаними восьмикутною шікхарою. Є докази того, що вона мала (або мала намір мати) фіал. В основі його стовпів сидять леви. Має три рівні; нижня суцільна (імовірно, ніколи не вирізьблена), а дві верхні мають святині. Два верхніх рівня з'єднані сходами, вирізьбленими в камені. Середній рівень має дві святині, а верхній — одну. На стінах ратхи є різьблення та написи, в одному згадується Нарасімхаварман I. На західному боці верхнього поверху є зображення Сомасканди. Антаблемент поєднує світське з божественним, де людські обличчя визирають з арок куду колісниці. Під карнизом висічено мотив Амараваті.
На рівні землі у боків чотири стовпи; у двох інших є два стовпи та дві пілястри. У кожному куті дві ніші з вирізьбленими фігурами, які, очевидно, махають натовпу. Божествами є Ардганарішвара (наполовину Парваті, наполовину Шива), Гарігара (наполовину Вішну, наполовину Шива), Брахма, Сканда, Бгайрава (Шива) і дві інші незрозумілі форми Шиви. Верхній і середній рівень має різьблені аспекти Шиви та Вішну, що свідчить про те, що художники шанували обидві індуїстські традиції. До цього рівня входять Натараджа (танцюючий Шива), Вінадгара (Шива з віною), Ґанґадгара (Шива, що приносить Гангу з небес на землю), Врішбґантіка (Шива з Нанді), Канкаламурті, Чандеса та Вішну. На самому верхньому рівні зображено Дакшинамурті (Шива як ґуру або вчитель), Сур'ю та Чандру.
Панель Сомасканда є важливою, оскільки датує храм початком 7 століття. Вона відрізняється від тих, що були створені в період Раджасімхи, і нагадує ті, що були створені в ранню епоху Паллавів.

#### Бгіма ратха

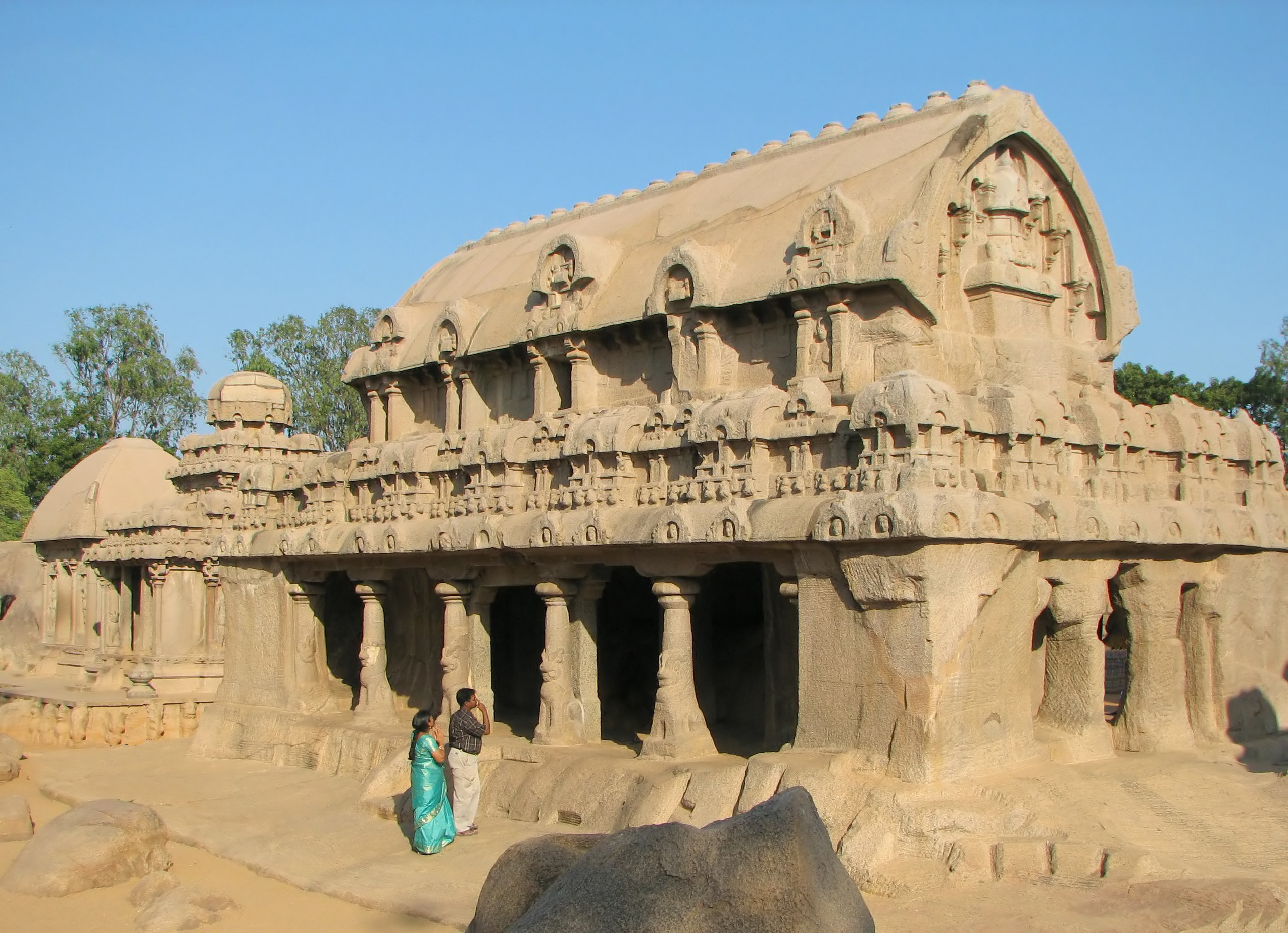
Бгіма ратха є наймасивнішою із п'яти ратх

Бгіма ратха (поруч із Дгармараджа ратхою) є масивною і має дах, схожа на склепінчасту бочку, що нагадує вироби з дерева. Ратха становить 46 футів (14 м) завдовжки, близько 25 футів (7,6 м) заввишки та близько 25 футів завширшки. Її неповний інтер'єр, ймовірно, був призначений для розміщення лежачого Вішну (анантасаяна). На відміну від інших ратх, у храмі немає написів чи скульптур. Його вімана вигадливо вирізьблена з обох боків даху. Карниз має сім пар куду (санскрит: gavaksha). Над ним чергуються сали та кути (типи едикул), які утворюють тринадцять малих віман. Над цим шаром розташовано п'ять грив (шиї, клірос), вирізьблених у святині, як ніша, оточена невеликими пілястрами. Два з боків однакового розміру, а середній більший. На верхівці вісімнадцяти оригінальних калаш і двох тризубів є структурні докази.
За словами Рамасвамі, ратха має вбудований квадратний план до антаблементу та об'єднує гриву та шикару у формі кола. У його довгому боці є чотири круглі колони та дві округлі пілястри, а основа виконана у вигляді левів, що сидять. Північний і південний бік мають по два квадратні масивні стовпи. На даху є лінії тріщин, які, ймовірно, викликані елементами конструкції або століттями атмосферних впливів (наприклад, блискавки).

#### Арджуна і Драупаді ратхи
Арджуна ратха, сусідня з Бгіма ратхою, також неповна. Одна з найбільших пам'яток, вона приблизно в шість разів менша за площу, ніж Дгармараджа ратхи. У квадратній дворівневій ратхи одна святиня і відображає Дгармараджа ратху; оздоблення та структура карниза, кудусу та харасу подібні. Однак його шикхара шестикутна. Стіни ратхи вирізьблені на панелях із чотирнадцятьма скульптурами. Чотири — дварапала (Вішну, ріші з учнем, Картикея — або Індра — і Шива з Нанді), а решта — люди на різних етапах життя. Арджуна ратха має лева і Нанді з обох боків між ним і сусіднім Драупаді ратхою, але їхня орієнтація свідчить про те, що ратха не була присвячена Шиві. За словами Сьюзен Гантінгтон, храм, можливо, був присвячений Айяппі. Його шикара кругла. Збоку пам'ятка виглядає дивно, частково через те, що її оригінальні стовпи замінили на сучасні, які не відповідають текстурі (або стилю) оригіналів. На північний захід від Арджуни ратхи стоїть слон.
Драупаді ратха має розміри 11 на 11 футів (3,4 на 3,4 м) кам'яна споруда на північ від Арджуна ратхи, і вони мають спільну платформу. Присвячений (зображення якого вирізьблено на задній стінці), вона нагадує дерев'яну хатину і має вигнутий дах. Є різьблена споруда з левами та слонами, що чергуються, а божество святилища відсутнє. Його дизайн являє собою спрощений індуїстський храм у стилі Нагара. Ратха має рельєфи Дурґи; три зображення на зовнішніх стінах, а одне на внутрішній. Обернена на схід Дурґа є її формою Магішасурамардіні з головою буйвола. В інших місцях разом із нею зображені віддані, макари (міфічні морські істоти) і гани (міфічні, комічні карлики).

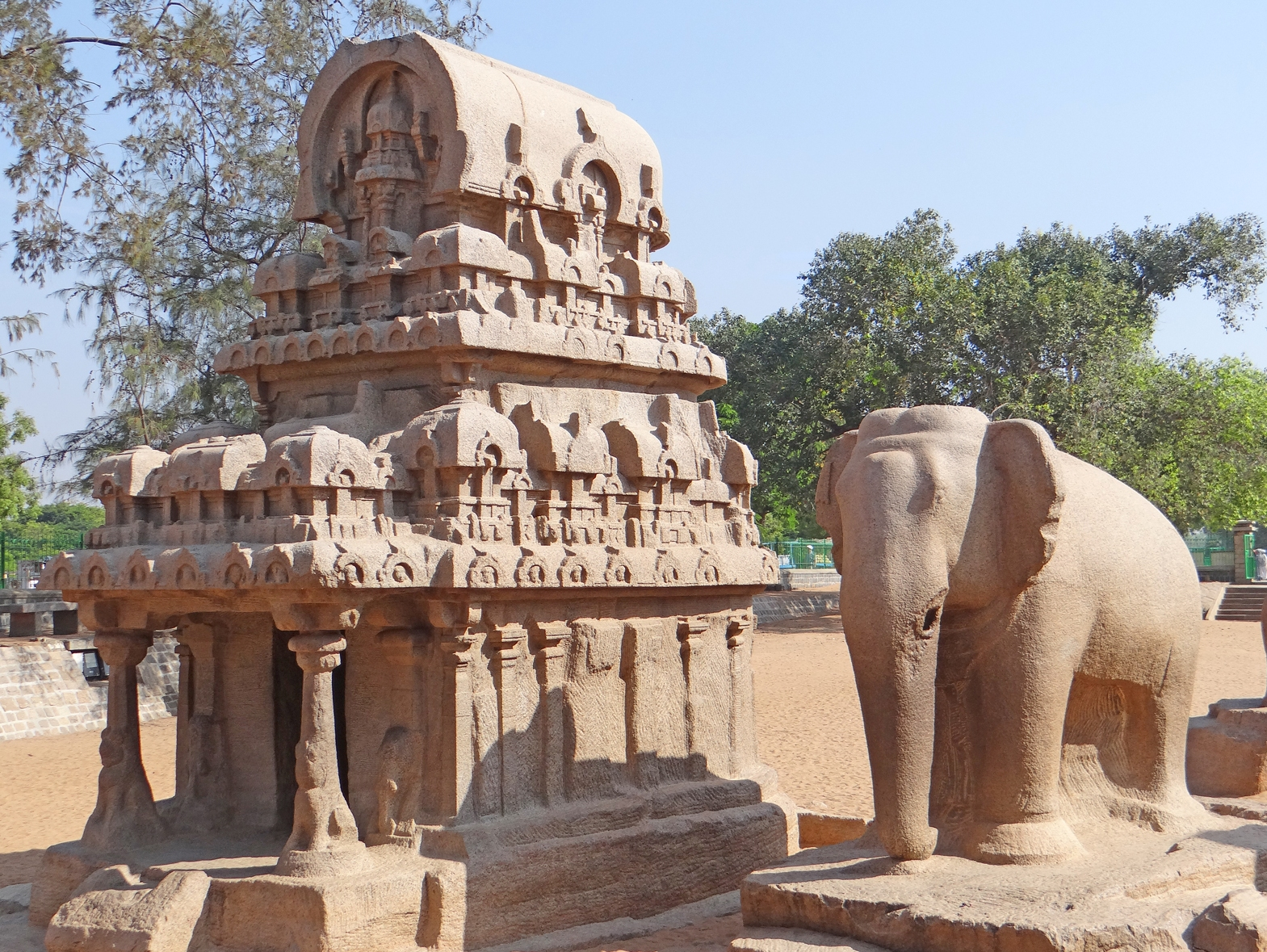
Накула Сагадева ратха та її слон

#### Накула Сагадева ратха
Незавершений храм Накула Сагадева ратха є апсидним храмом, відносно незвичайним індуїстським проектом, знайденим в Айголе та в інших місцях Індії. Двоповерховий храм у стилі Весара 16 футів (4,9 м) заввишки та 18 футів (5,5 м) завдовжки. У нього є едикули у стилі кутас і салас, як і інші, але унікальний тим, що також є панджари (апсидальна едикула). Вважається, що божеством, якому був присвячений храм, є Картикея, Брахма, Айяппа або Індра. На північний схід від ратхи стоять слон і Арджуна ратха.

#### Іншіратхи

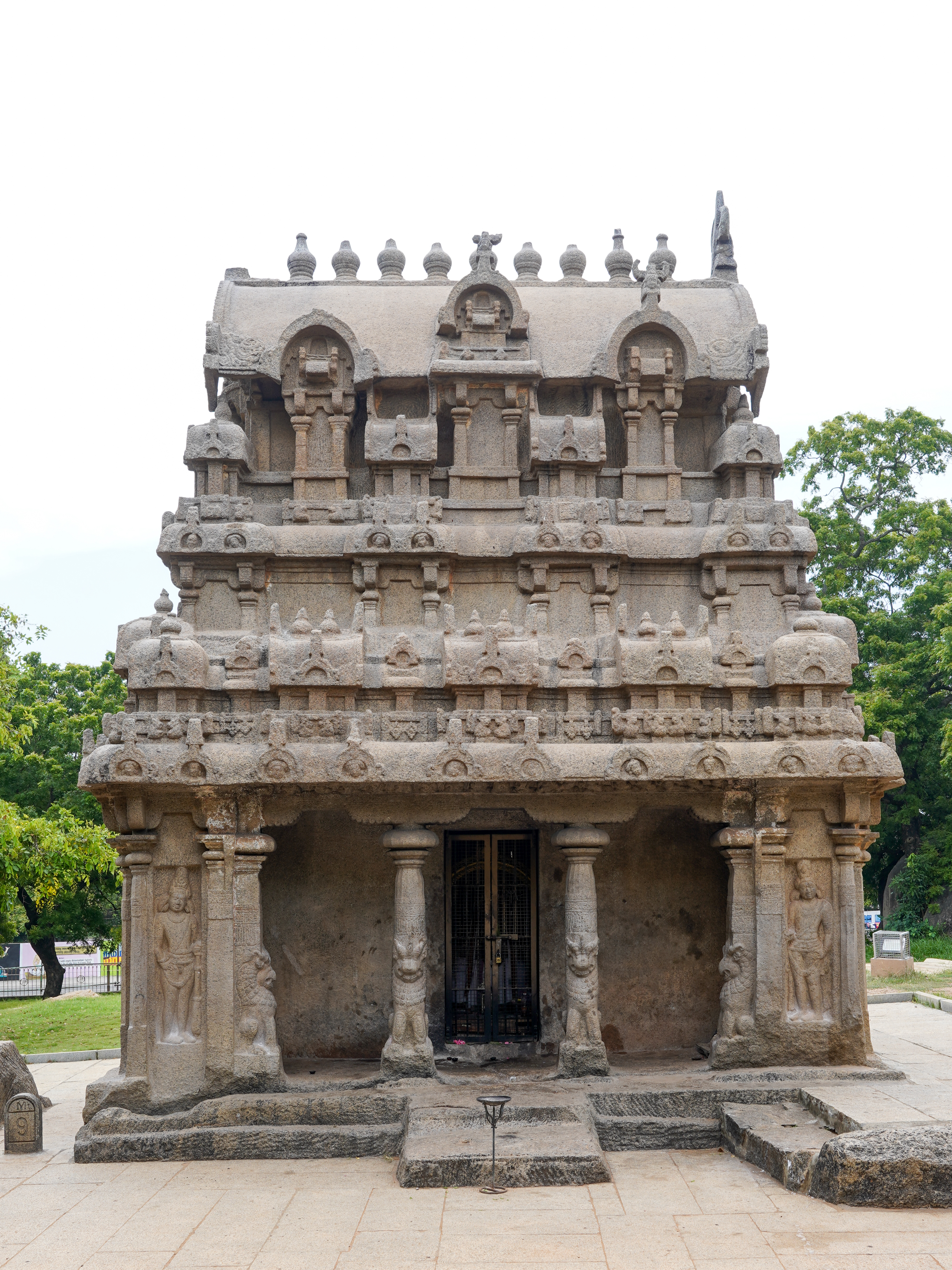
Ґанеша ратха, ймовірно, модель для гопурам, знайдених у пізніших тамільських храмах

Інші пам'ятки ратхи в Магабаліпурамі становлять Ґанеша ратха кінця 7 століття, яку приписують Парамешвара-варману I (онуку Магамалли). За один кілометр від панча-ратх, вона примикає (і на північ від) барельєфа «Спуск Гангу» та на південь від пам'ятника Крішни у вигляді Баттербол. Двоповерхова, відносно непошкоджена Ганеша ратха, подібна до Бгіма ратха, 19 футів (5,8 м) завдовжки, 11,25 фута (3,43 м) завширшки та 28 футів (8,5 м) заввишки. На першому поверсі п'ять маленьких віман; на другому чотири з повторюваними візерунками. Сала має дев'ять калас, а один кінець має тришулу на вершині (подібно до хреста на церкві). У фасаді храму два стовпи і дві пілястри. Основи колони у формі левів, що сидять, а середина скошена, увінчана рифленою капітеллю. Із боків від мандапи входу стоять дві дварапала з привітними схиленими головами. На стіні храму є напис, який свідчить про походження 7-го століття. Статуя Ґанеші є в Ґарбгаґріга, але Рамасвамі писав, що вона могла бути пізнішим доповненням.
На заході міста є дві ратхи Підарі та ратха Валаянкуттай (недобудовані двоповерхові пам'ятки). Одна ратха Підарі та одна ратха Валаянкуттай мають архітектуру північноіндійського стилю Нагара, а інша ратха Підарі має архітектуру стилю південноіндійської Дравіди.

### Печерні храми
Мандапа — санскритський термін, що позначає типовий квадратний вестибюль, зал із колонами або павільйон. Це був простір для спілкування людей, як правило, для церемоній і обрядових ритуалів. Клітини або святилища часто були включені, створюючи вігару. Мандапи також стосуються вирізьблених у скелях печерних храмів або святинь, побудованих за тією ж концепцією, і в Мамаллапурам є багато мандап, датованих 7-м і 8-м століттями.
Печерні храми Мамаллапурам є неповними, що зробило їх важливим джерелом інформації про те, як розкопували та будували печерні пам'ятки в Індії в 7 столітті. Сегменти печер свідчать про те, що ремісники працювали з архітекторами, щоб позначити колонаду, прорізаючи глибокі канавки у скелі, щоб створити грубо вирізьблені виступи з краями. Висячі скелі потім зрізали, і процес повторювали. Після розкопок інші ремісники переїхали, щоб відшліфувати скелі та розпочати створення візерунків, мотивів, фризів та індуїстської іконографії. Процес створення вирізьблених у скелях печерних храмів вплинув на пізніші індуїстські храми.

#### Варага

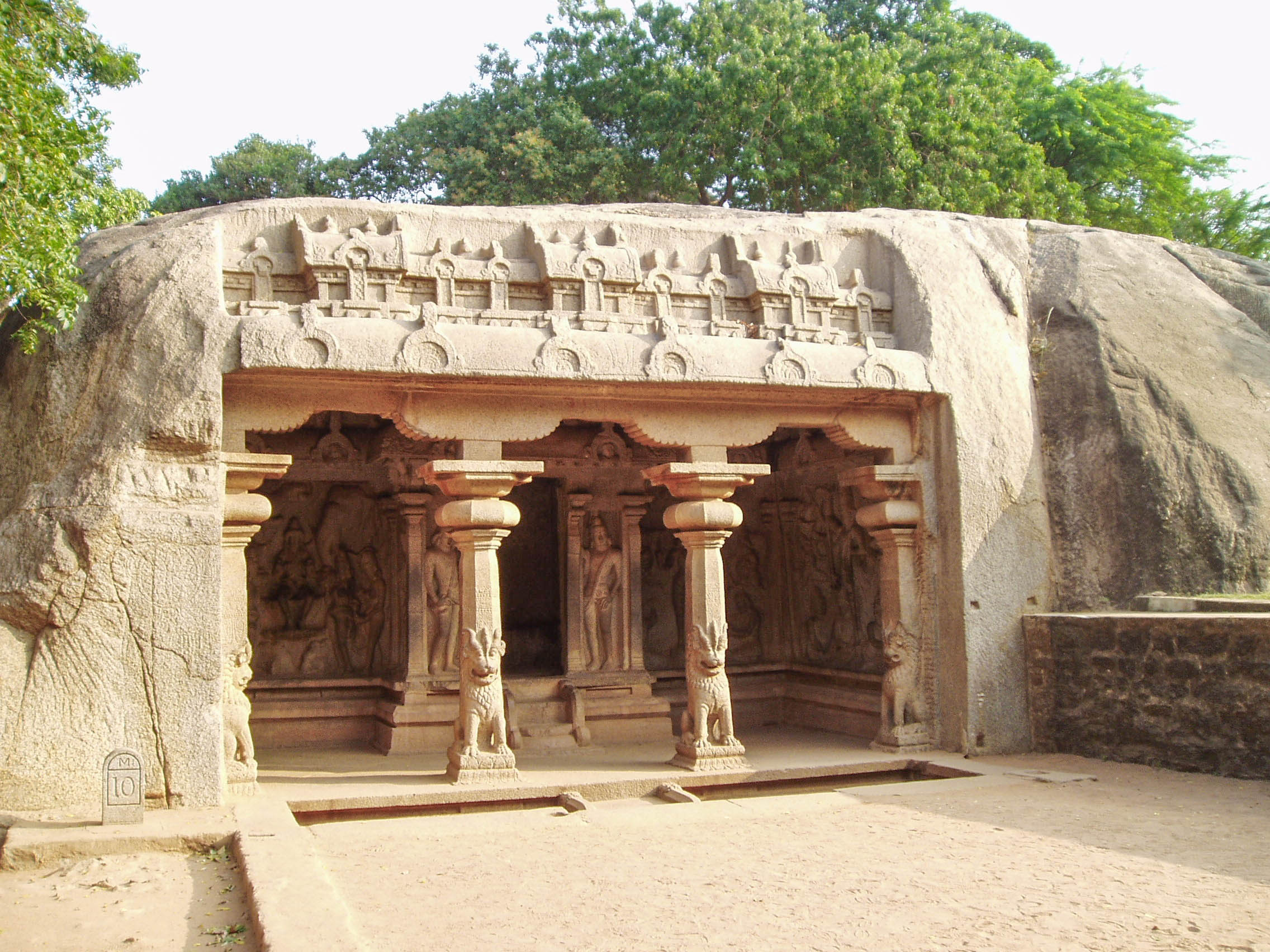
Вхід до печерного храму Варага

Печера Варага була розкопана з вертикальної стіни на західному боці головного пагорба Мамаллапурам. Її архітектура проста; печерний храм, пов'язаний із вайшнавізмом, відомий своїми чотирма скульптурами, що зображують індуїстські легенди: легенду Вамана-Трівікрама, легенду Варага, легенду Дурґи та легенду Ґаджалакшмі. Шрінівасан та інші вчені датують його VII століттям.
Фасад храму складається з двох стовпів і двох пілястр, заглиблених приблизно на 18 дюймів (46 см) від фронту породи. Платформа з колонами веде до мандапи та святилища ззаду. Основа колони має формовану ому (захисний шар) і адгіштхану. Їх п'єдестали у формі лотоса (падма пітхи) і 2 на 2 фути (0,61 м × 0,61 м) квадрат. Над ним сидять ялі з обличчям лева. Їх головки зливаються у восьмикутні стрижні (кал) стовпів, які звужуються і переходять у восьмикутну каласу та орнаментовану капітель. Верхня фалака (плоска пластина) — квадрат. Капота (тип фризу) зверху прикрашена шістьма арками куду. Над капотою — дах у стилі воза, увінчаний наконечниками.
На задній стіні печери є квадратне святилище, яке виступає всередині скелі, трохи вище підлоги. З кожного боку святилища стіна виступає всередину, утворюючи дві заглиблені ніші. По кутах пілястри з частково сформованими дварапалами, а верхні дошки мають гани та фризи хамсів.
Північна панель внутрішньої стіни печери розповідає легенду про Варагу, де людина-кабан-аватар Вішну рятує Бгумі з вод Патали. Це незвичне зображення; Варага повернутий праворуч, а не ліворуч, і ніжно тримає (і дивиться) на врятовану Бгумі, замість того, щоб звісити її зі своїх бивнів. Вона сидить біля його піднятого коліна, а демона, який створив хаотичні води, топче Варага. Серед інших персонажів на панелі — Брахма, ведичний мудрець Нарада, Сур'я (сонце), Чандра (місяць) та інші в легенді. Найближчим оповіданням панелі є Вайханасагама. Згідно з Еліс Бонер, панель є прямокутником; божествені символи (крім Бгумі) розташовані у квадраті, а земні йоги та символи, пов'язані з пракріті, розташовані поза колом мандали.
Південна панель мандапи оповідає легенду Вамани -Трівікрама. Гігантське втілення аватара гнома Вішну робить третій величезний крок, щоб покрити небеса, і Балі сидить внизу, вражений. На панелі інші персонажі з легенди, такі як Брахма та Шива (сидять на лотосах як свідки). Знову ж таки, найближчою розповіддю панелі є Вайханасаґама. Зображення Тривікрами знову незвичайне, оскільки частина легенди про Ваману не показана (на відміну від інших середньовічних індуїстських храмів в Індії).

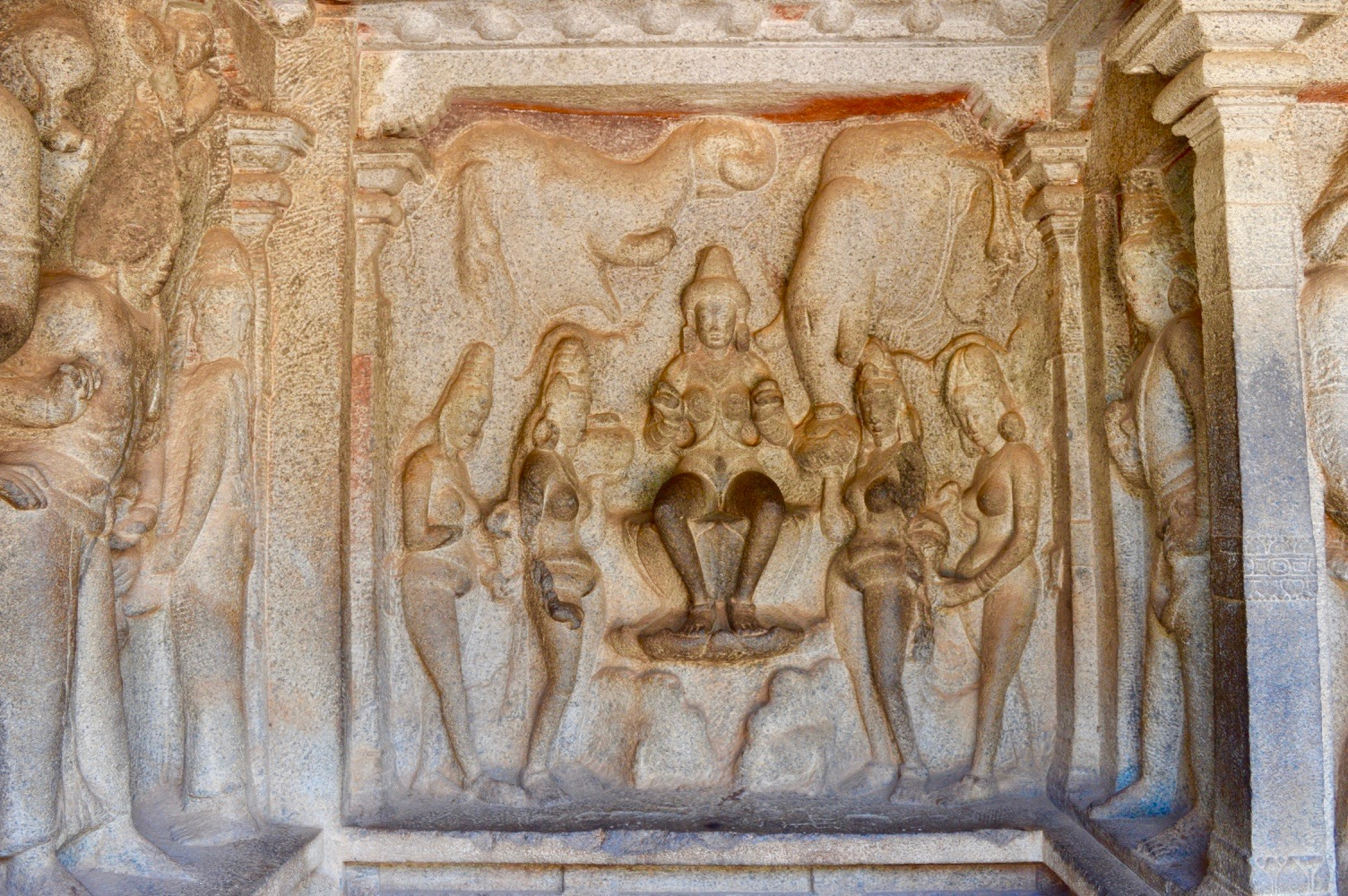
Панно Ґаджалакшмі являє собою квадрат із геометричним розташуванням фігур.

На задній стінці ніші на північ від святилища зображено Ґаджалакшмі, а в південній ніші — Дурга. Панель Дурга символізує традицію Шакті, і її називають «Віджая Шрі», богиня перемоги. Дурґа, зображена з чотирма руками, стоїть на лотосі. Біля неї зображений воїн, готовий пожертвувати собою, а інший відданий стоїть на одному коліні, обожнюючи її. На панелі зображені перелякані гани, які тікають, лев — її вагана — і антилопа — середньовічна іконографія, поширена в Південній Індії. Ґаджалакшмі зображена сидячою в асані йоги на лотосі з двома бутонами лотоса. Прикрашена коштовностями, Дурґа носить патра-кундали — один із п'яти типів прикрас із золотих вух, що символізує її зв'язок із багатством. Біля неї апсари, що тримають сприятливі глеки з водою та дві великі голови слона; один піднімає глечик із водою, а інший нахиляє глечик, щоб бризнути водою. За словами Аліси Бонер, персонажі квадратної панелі Ґаджалакшмі розташовані у формі круглої мандали.

#### Котикал
Котикал — проста рання розкопка із двома пілястрами на фасаді. Перед ним розташовані розетки, що свідчать про структурну мугамандапу (головний зал). Усередині печерного храму Котикал є довгаста ардга-мандапа (половина або часткова зала) і квадратне святилище (ґарбга ґрія). Передня частина святині має ліпнину та елементи, подібні до окремого храму.
Двері святилища фланковані жіночими дварапалами (скульптурами, які охороняють двері) з кожного боку. Одна з жінок-войовниць тримає меч у правій руці та щит у лівій; інша, у позі трибганги, тримає нижню частину лука носком піднятої ноги та захоплює верхню частину рукою. Обидві носять сережки, які звисають із мочок вух майже до плечей. Жінки-охоронці припускають, що божеством у святилищі, ймовірно, була Дурга, індуїстська богиня-воїн. У квадратному святилищі є місячний камінь, адхіштхана (основа), бгітті (часткова стіна) і куду (ґавакша). На одній колоні є напис алфавітом Грантха, який транслітерується як «Шрі Ваманкуса». Оскільки жоден король чи офіційний представник Паллавів не відомий під таким іменем, це, ймовірно, означає, що храм був побудований меценатом (за словами Рамасвамі, можливо, телюґу). Шрінівасан датує його раннім періодом Магендри.

#### Дгармараджа

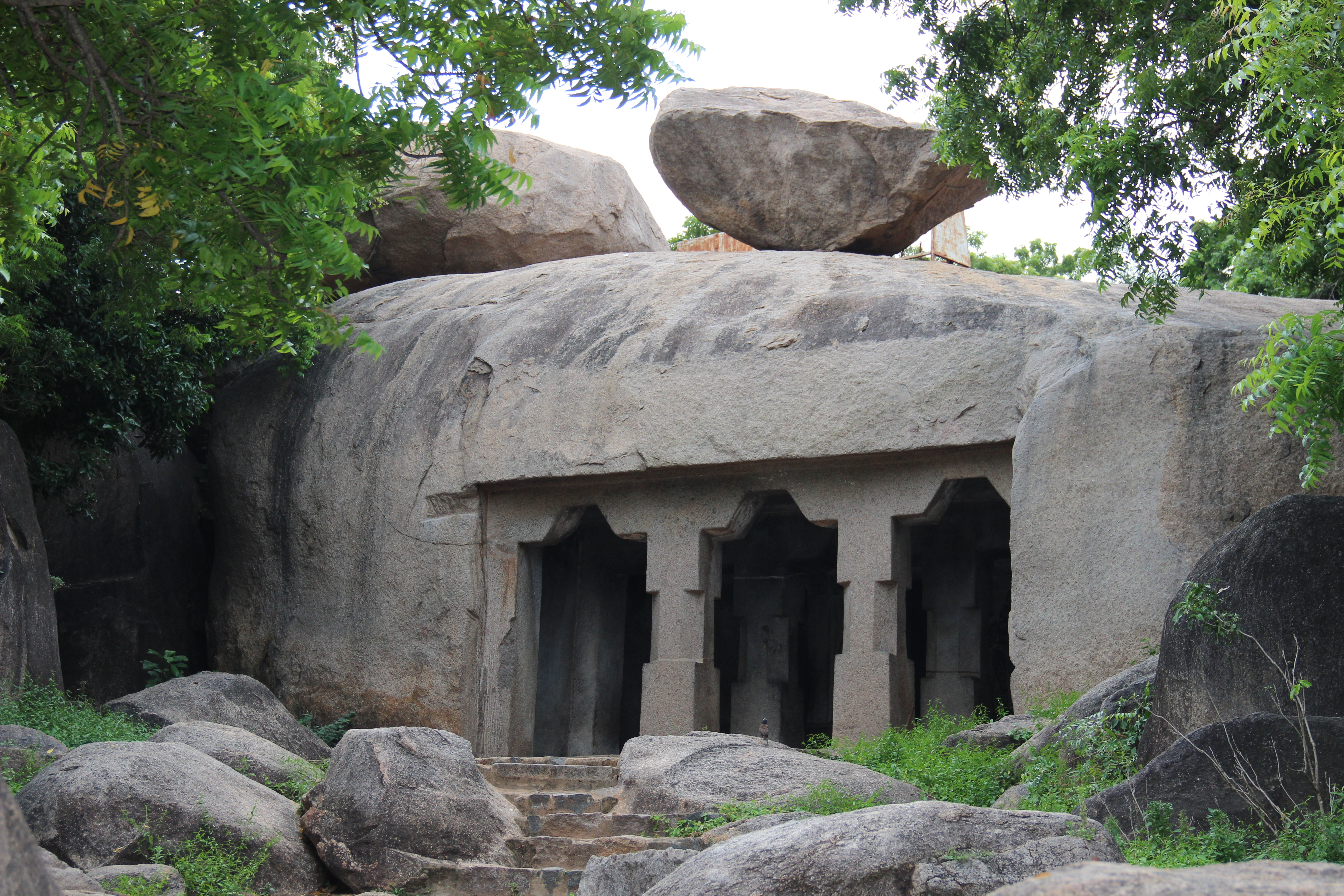
Вхід до печерного храму Дгармараджа

Печерний храм Дгармараджа, також відомий як печерний храм Атянтакама, розташований на південному боці пагорба Мамаллапурам поблизу печери Магішамардіні. У нього фасад, мукха-мандапа та ардга-мандапа, як у печери Котикал. Тонкі чотиригранні колони створюють простір для двох мандап. Його ардга-мандапа приблизно на три дюйми вище від мукхи-мандапи. У фасаду дві колони та дві пілястри, як і простір, що розділяє дві мандапи.
Внутрішній зал веде до трьох келій святині, які мають спільну адгістану. Адгістана має чотири ліпнини. Незвичайним є те, що в нього немає заглибленого молдингу (kantha), верхньої частини (kampa) і товстого молдингу (pattika); він має найнижчу форму (upana), вертикальну форму (jagati), тригранну форму (tripatta-kumuda) і нижню форму (kampa). Центральне святилище, найбільше присвячене Шиві Лінга, має дві чоловічі дварапала. Хоча клітини з боків були присвячені Брахмі та Вішну (на основі іконографії), зображення зараз відсутні.
У храмі чотирнадцятирядковий напис на санскриті алфавітом Грантха з епітетом. Рамасвамі приписує печеру королю Раджасімхі (кінець 7-го або початок 8-го століття), але Шрінівасан і Хулцш датують її королем Парамешвара-варманом I 7-им століттям; інші вчені відносять його до періоду Магендри на основі його стилю.

#### Рамануджа
Один із найвитонченіших і завершених печерних храмів Рамануджа мав три келії. Його розкопали в центрі головного пагорба Мамаллапурам, на його східному уступі. Храм був частково відреставрований через століття після його будівництва у святиню для вченого-вайшнава Рамануджі. Пізніші ремісники додали шість грубо вирізьблених окремо стоячих стовпів спереду, ймовірно, щоб розширити мандапу.
Печера Рамануджа складається з прямокутної ардга-мандапи, позначеної рядом стовпів. Збоку від його фасаду розташовані дві модельні вімани з квадратною скельною платформою. Тут знайдено багато традиційних індуїстських храмових архітектурних елементів. Усередині основна розкопка починається з адгіштхани, ряду з двох стовпів, двох пілястр і трьох анкан, що утворюють його фасад. Позаду — довгаста мандапа з трьома квадратними святилищами. Бічні святилища спочатку були розташовані приблизно на два фути позаду центрального, але всі три мали спільну піднесену основу. Вхід до святинь мав дварапала, які зараз майже відсутні. Як і інші індуїстські храми, це була відкрита споруда без ознак одвірків. На задній стіні центральної святині є панель площею п'ять квадратних футів, яка містила барельєф Сомасканди, більша частина якого була стерта. Немає доказів панелей у бічних святинях. Стелі трьох камер мають залишки штукатурки та докази того, що вони могли бути пофарбовані. Стіни, що розділяли три святині, були знесені пізнішими майстрами.
Три клітини були присвячені Брахмі, Шиві (центральна клітина) і Вішну, або трьом незрозумілим формам Шиви. Південна панель головної мандапи, ймовірно, містила Дурґу. Жодне зображення не збереглося; простежуються лише слабкі залишки, тому що більшість настінних рельєфів були вирізьблені. На підлозі між двома стовпами фасаду є напис на санскриті алфавітом Грантха, що вихваляє Рудру, що свідчить про те, що храм спочатку був пов'язаний з шайвізмом. Яскравий шрифт та епітети напису датують його VII століттям і Парамешвара Варманом.

#### Конері

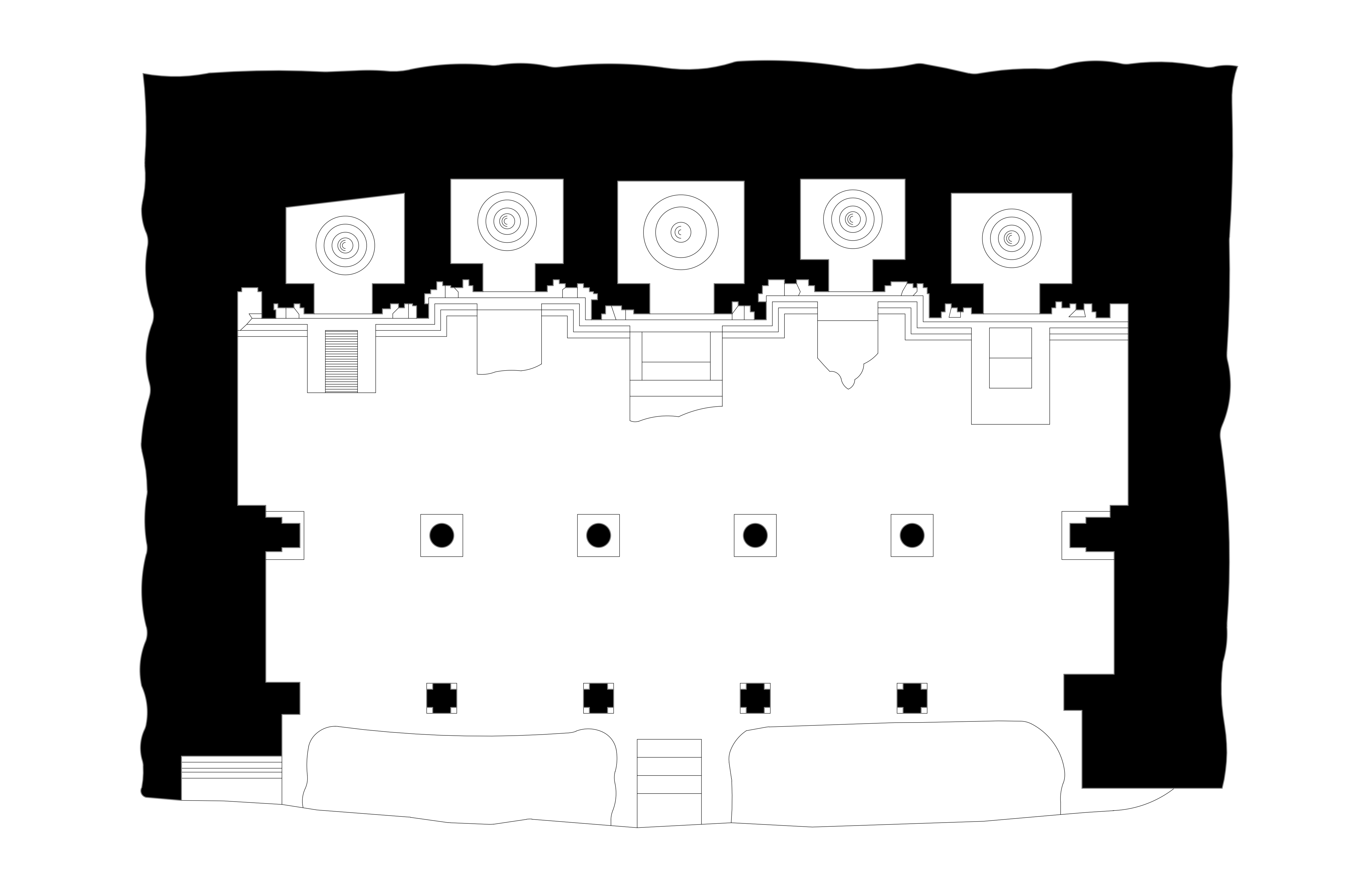
План поверху Конері Мандапа

Мандапа Конері, присвячена Шиві, має п'ять келій (святинь), приєднаних до її головного залу, і названа на честь резервуара Конері-паллам, що розташований попереду. Вирізьблений на західному боці головного пагорбу в Мамаллапурам, його фасад має антаблемент. Його карниз має десять куду з п'ятьма з'єднаними між собою салами над ним. У храму два ряди з чотирьох стовпів і двох пілястр. Перший ряд значно простіший за ряд біля святинь, який вирізьблений складною різьбою. Пілястри чотиригранні, стовпи циліндричні.
П'ять святинь мають п'ять пар «дравал/драпал» (скульптури-охоронці дверей). Ці пари чіткі, і всі фігури мають ознаки ерозії або пошкодження. Кожен носить упанаяну на грудях. Найбільше пошкоджена найпівнічніша пара; одна фігура виглядає жіночною. Друга пара, на південь, трохи нахилена і має роги, схожі на тришулу (тризуб) над їхніми коронами (можливо, символізують Нанді). Третя пара також має роги тришули; четверта пара здається королівською, з конічними коронами та гірляндами як jonapadha. П'ята пара виглядає злою, з маленькими іклами, схожими на бивні. П'ять майже квадратних клітин порожні. Учені інтерпретували пари дварапала як п'ять аспектів Шиви: Садьоджата (створення), Вамадева (збереження), Аґгора (розпад і омолодження), Татпуруша (прихована благодать) та Ішана (виявлення благодаті). Відповідно до Шрінівасан мандапа, ймовірно, відноситься до правління Нарсімхи Вармана I.

#### Крішна
Мандапа Крішни — це вишукана печера з великими панелями, що зображують індуїстську міфологію та культуру Тамілнаду VII століття. Храм розташований біля барельєфу Спуск Гангу. Його фасад складається з чотирьох міфічних фігур левів, ялі, що тримають колони та двох пілястр. За ними ще один ряд стовпів. Стіни залу з колонами зображують сільське життя, вплетене в історію Крішни. Крішна тримає гору Ґовердгана, під якою перебувають люди, худоба та інші тварини, в одній частині. В іншому розділі молодий чоловік тримає за руки свою кохану і тягне її в той бік, куди він іде; хоча вона трохи опирається, вона готова. Потім на панелі зображено доярку, яка несе на голові стоси молочних бідонів і оберемок харчів для худоби. Біля неї чоловік доїть корову. У корови є теля, яке вона вилизує кривим язиком. Нагорі Крішна грає на флейті, а люди та тварини уважно слухають.

#### Атираначанда
Печерний храм Атіраначанда VII століття розташований у селі Салуванкуппам, на північ від Мамаллапурама. Має невеликий фасад, з двома восьмигранними стовпами з квадратними садурами (основами) і двома чотиригранними пілястрами. За фасадом розташована ардга-мандапа та маленьке квадратне святилище. Перед фасадом є порожні врізні отвори, ймовірно, пізніші доповнення до нині зниклої мандапи.
Вхід до святилища оточений двома дварапалами Шайва. Усередині — пізніша чорна, полірована, 16-гранна лінга Шиви в стилі тантри. У нижній частині однієї дварапала є пізніший канал для зливу водних жертв через лінгу. На задній стіні святилища розташована квадратна барельєфна панель Сомасканди, на якій зображені Шива, Парваті та немовля Сканда на колінах Парваті. Дві інші панелі Сомасканда розташовані на стінах залу Ардга-Мандапа.
Далі перед печерним храмом, на піску, стоїть висока полірована лінга. Це не частина печерного храму, і, мабуть, єдиний залишок окремого храму. Перед лінгою розташований валун із скельним рельєфом Шакті розміром три на шість футів із зображенням легенди про Магішасурамардіні Дурґу. Панель, яка відрізняється від інших, знайдених на багатьох пам'ятках, зображує богиню на своєму леві, що переслідує армію демонів, яку очолює Магішасура, що змінює форму.
Храм містить ідентичний 16-рядковий санскритський напис двома шрифтами: південноіндійським алфавітом Грантха на південній стіні та північноіндійським шрифтом нагарі на північній стіні. Написи містять присвяту Шиві, Парваті та Сканді, а храм і рельєфи датовані початком VIII століття.

#### Адіварага
Печерний храм Адіварага, також відомий як храм Мага Варага Вішну, все ще використовується. Він відомий скульптурами, пов'язаними з індуїстськими легендами про Варагу (вайшнавізм), Дургу (шактизм), Ґанґадгару (шиївізм), Гарігару (злиття вайшнавізму та шиваізму) і Гаджалакшмі (вайшнавізм). Храм розташований на північному кінці головного пагорба Мамаллапурам, на його західному боціі. Подібно до мандапи Варага, обидва датовані епохою Нарасімхи Вармана I у 7 столітті. Хоча на ньому є пізніші написи про освячення храму, його стиль свідчить про те, що він був побудований раніше. Знаменитий напис на аватарі, знайдений у цьому храмі, де квітка зображена на Будді як дев'ятій аватарі Вішну, датується серединою VII століття.
Matsyah Kurmo Varahas-cha Narasimhas-cha Vamana

Ramo Ramas-cha Ramas-cha Buddha Kalki-cha te dasa

Риба, Черепаха, Кабан, Людина-Лев, Гном, Парасурама,
Дасаратхі Рама, Баларама, Будда і Калкі — твоя десятка..
—Вхід до святилища, печера Адіварага (VII ст.);
найдавніша
епіграфіка, пов’язана з аватаром.
Хоча панелі мандапи Адіварага в легендах про Ґаджалакшмі та Дурґу Магішамардіні мають таку саму (або подібну) якість, що й храм Вараги, панелі легенд про Варагу та Ваману-Тривікраму відсутні в Адіваразі. На північному боці є стояча скульптура Вішну з двома відданими, а на південному боці стоїть Гарігара (наполовину Вішну, наполовину Шива). Скульптура Вішну розділяє сторону Ґаджалакшмі, а Гарігара — сторону Дурґи. Головне святилище храму має ліпний барельєф Вараги, який колись був розписаний. Інші рельєфи в храмі включають Адішешу, Шиву Гангадгару, Брахму та трибганґу. Фасад має чотири стовпи ялі та дві пілястри з одного боку головного довгастого громадського залу. Усередині дві бічні колони, а храм має одне святилище. На ньому є написи тамільською, санскритською та телюгу.

#### Магішасурамардіні
Печера Магішасурамардіні, також відома як Мандапа Магішамардіні, розташована на південному кінці ділянки (відома як Ямапурі). Розкопана на східному уступі валуна на головному пагорбі Мамаллапурам, над нею розташовані руїни храму Олакканнесвара. За словами Рамасвамі, храм незавершений, але те, що було вирізьблено, являє найкраще наскельне мистецтво тамільського храму. Печера має багато панелей, і їх розповідь слідує за Маркандея-пураною.
 
Передня частина довгастої мандапи визначена чотирма стовпами та двома пілястрами. Одну з його оригінальних колон було перенесено до сусіднього храму Адіварага та замінено невідповідною простою колоною. Частини іншого стовпа пошкоджені. Леви є частиною архітектури стовпів замість ялі, які зустрічаються в інших печерних храмах Мамаллапурам, відповідно до його теми Дурґа. Унікально те, що внутрішнє оздоблення храму було завершено раніше, ніж його фасадні деталі, стеля чи підлога. Його південний стовп і пілястра є єдиними, що були закінчені. Храм є зразком паралельного будівництва кількома ремісниками.
Мандапа має три келії святині, з'єднані з центральним трапецієподібним залом. Рівень підлоги бічних святинь приблизно на фут вищий, ніж центральна святиня. У центральній святині розташований великий скельний рельєф із зображенням Сомасканди, де Шива сидить у позі йоги Сукхасана (зі схрещеними ногами), а поруч Парваті з немовлям Скандою. За ними стоять Брахма, Вішну і Сур'я.
На північній стіні храмового залу розташований наскельний рельєф із легендою про Магішасурамардіні, один із найскладніших вирізьблених у пам'ятках Мамаллапурам. На південній стіні залу вирізьблено розповідь про Анантасаї Вішну з Мадгу та Кайтабгою. Обидва планування симетричні.

#### Панчапандава мандапам
На південь від барельєфа «Покаяння Арджуни» розташований мандапам Панчапандава, найбільший (незавершений) печерний храм, розкопаний у Мамаллапурамі. У нього шість стовпів, один із яких був відреставрований, і дві пілястри як його фасад. Інший ряд стовпів слідує в ардгамандапі, і в основному незакінчених, глибоких бічних залах також містять стовпи. Докази того, що роботи тривають, свідчать про те, що в печері передбачалося зробити пішохідну доріжку та великі стінні рельєфи.

#### Іншімандапи
Місце Мамаллапурам включає низку інших незавершених печерних храмів. Серед них храм Трімурті, присвячений Брахмі, Шиві і Вішну; Мандапа Панчапандава, названа на честь персонажів Магабгарати; Пуліпудар і прилеглі печерні храми біля резервуара Конеріппаллам і Печера тигрів, також відома як мандапа Ялі, присвячена Лакшмі (богиня процвітання, аспект Дурґи).

### Структурні храми
Структурні (окремо стоячі) храми в Мамаллапурамі були побудовані з обробленого каміння як будівельних блоків, а не вирізьблені у скелі (печерні храми) або зі скелі (храми ратха). Зразки, що збереглися, менші за кількістю та являють інший етап, стиль і вишуканість, ніж інші пам'ятки, є одними з найкращих зразків тамільської індуїстської храмової архітектури раннього середньовіччя. Ці храми (як й інші пам'ятки в Мамаллапурамі) були присвячені Шиві, Вішну та Дурзі, хоча збереглося більше іконографії Шиви.

#### Береговий храм

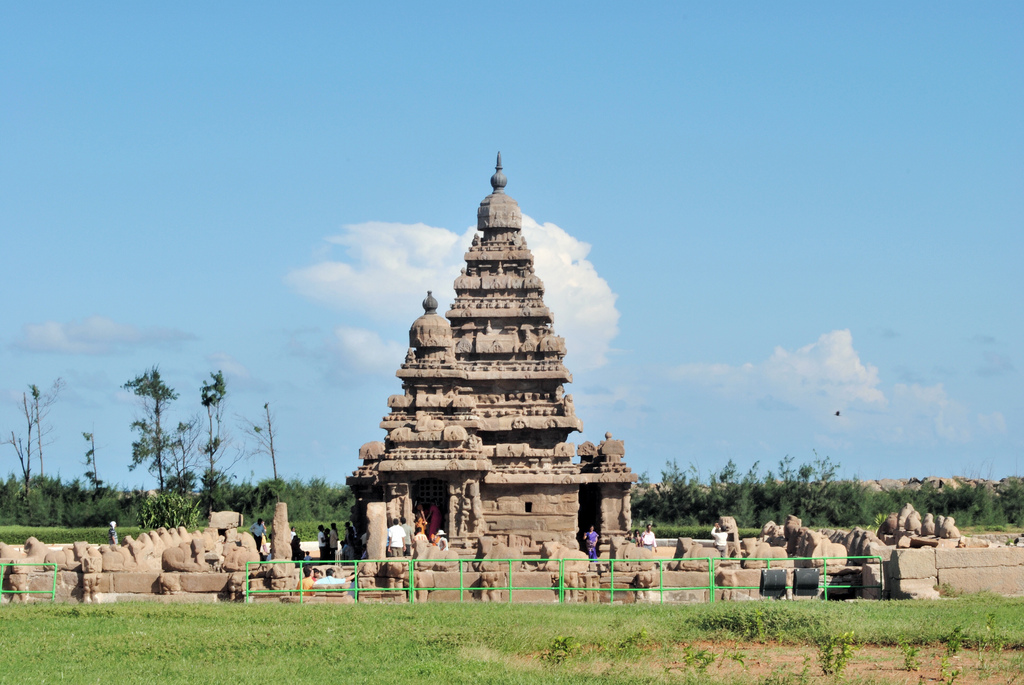
Храмовий комплекс Шор

Храмовий комплекс Шор розташований біля берега Мамаллапурам, звідси його сучасна назва. Він складається з великого храму, двох менших храмів і багатьох другорядних святинь, відкритих залів, брам та інших елементів, значна частина яких засипана піском. Головний храм розташований усередині двоярусної складної стіни зі статуями вагани (транспортного засобу) Шиви, Нанді, що оточують його. 60-футів (18 м) заввишки храм має 50-квадратних-футів (4,6 м2) план. Це ступінчаста пірамідальна вежа, розташована у п'ять ярусів з іконографією Шиви. Храм включає доріжку навколо головного святилища та великий склепінчастий дах над дверима. Пілястри на зовнішній стіні розділяють її на яруси. Храм крутіший і вищий, ніж ратхи Арджуни і Дгармараджа, з подібною конструкцією, у якій надбудова повторює нижній рівень у формі квадрата, що зменшується. Восьмикутна шикхара та фіал у формі каласи (горшка) завершують вежу.
Невеликий храм в оригінальному передньому дворі більшого храму. Інші два храми в комплексі розташовані позаду головного храму, стоять один проти одного і відомі як Раджасімхешвара (або Нріпатісімха Паллава Вішнуґріга) і Кшатріясімхешвара. Головна святиня має зображення Вішну та Дурґи. Задні стіни храму вирізьблені барельєфними панелями Сомасканди, що зображують Шиву, Парваті та немовля Сканду.
Більшість скульптур Нанді були в руїнах і розкидані навколо головного храмового комплексу. Реставраційні роботи двадцятого століття замінили їх відповідно до написів, описів храму в середньовічних текстах і розкопок шарів, які підтвердили, що бики Нанді сиділи по його периферії.
Храми Шиви датуються початком VIII століття і відносяться до правління короля Паллави Раджасімхи (700—728). Храм Вішну із зображенням лежачого Вішну, знайденим після розкопок, датований VII століттям.

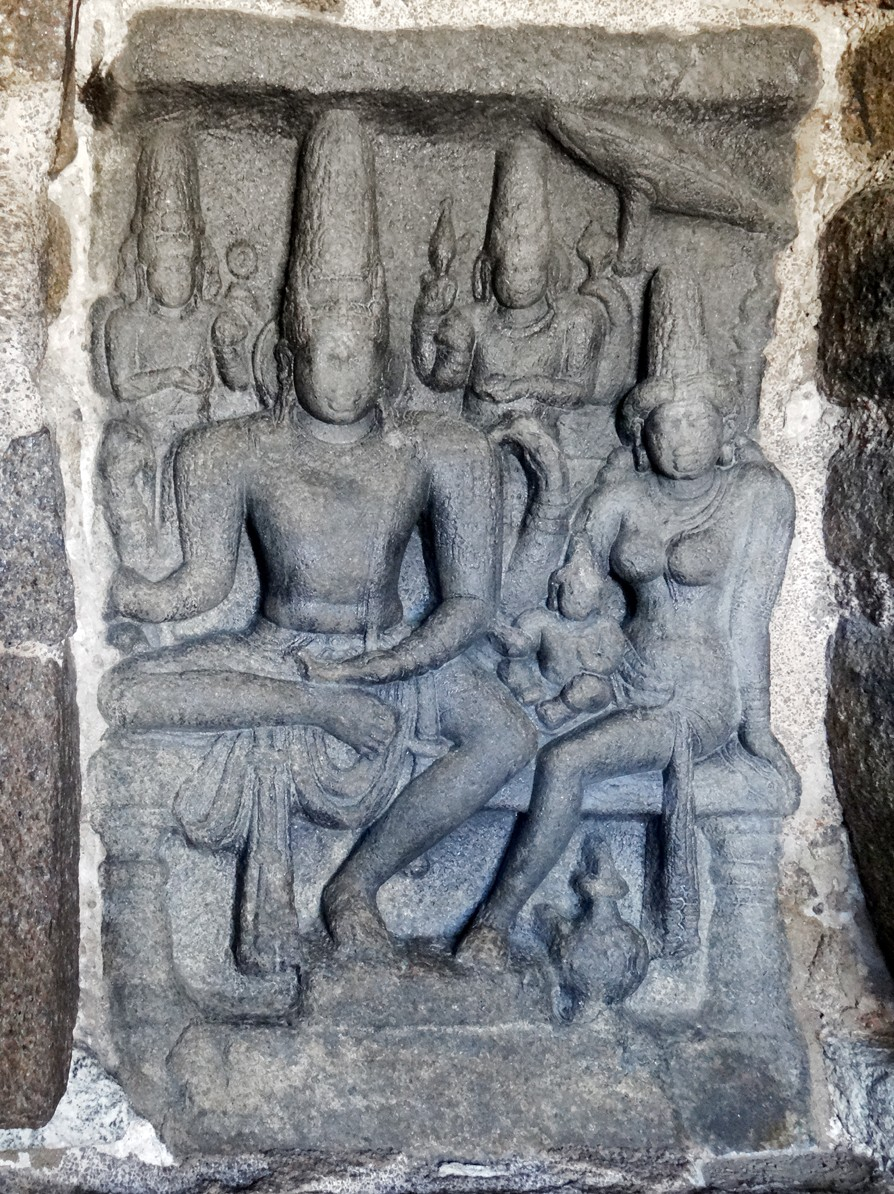
Панель Сомасканда
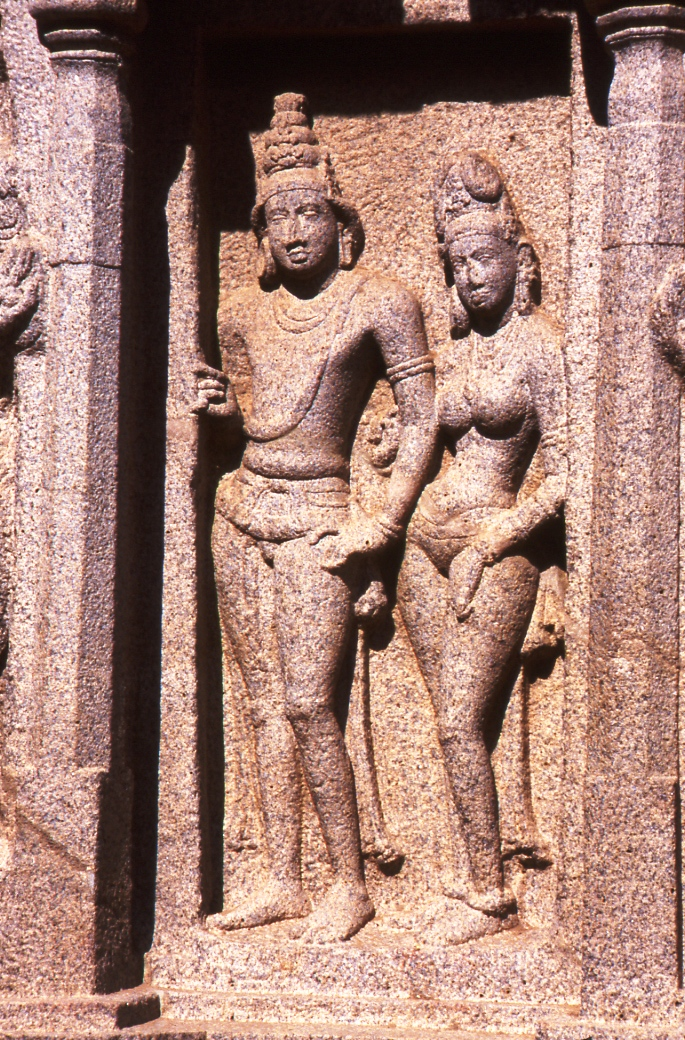
Рельєф пари
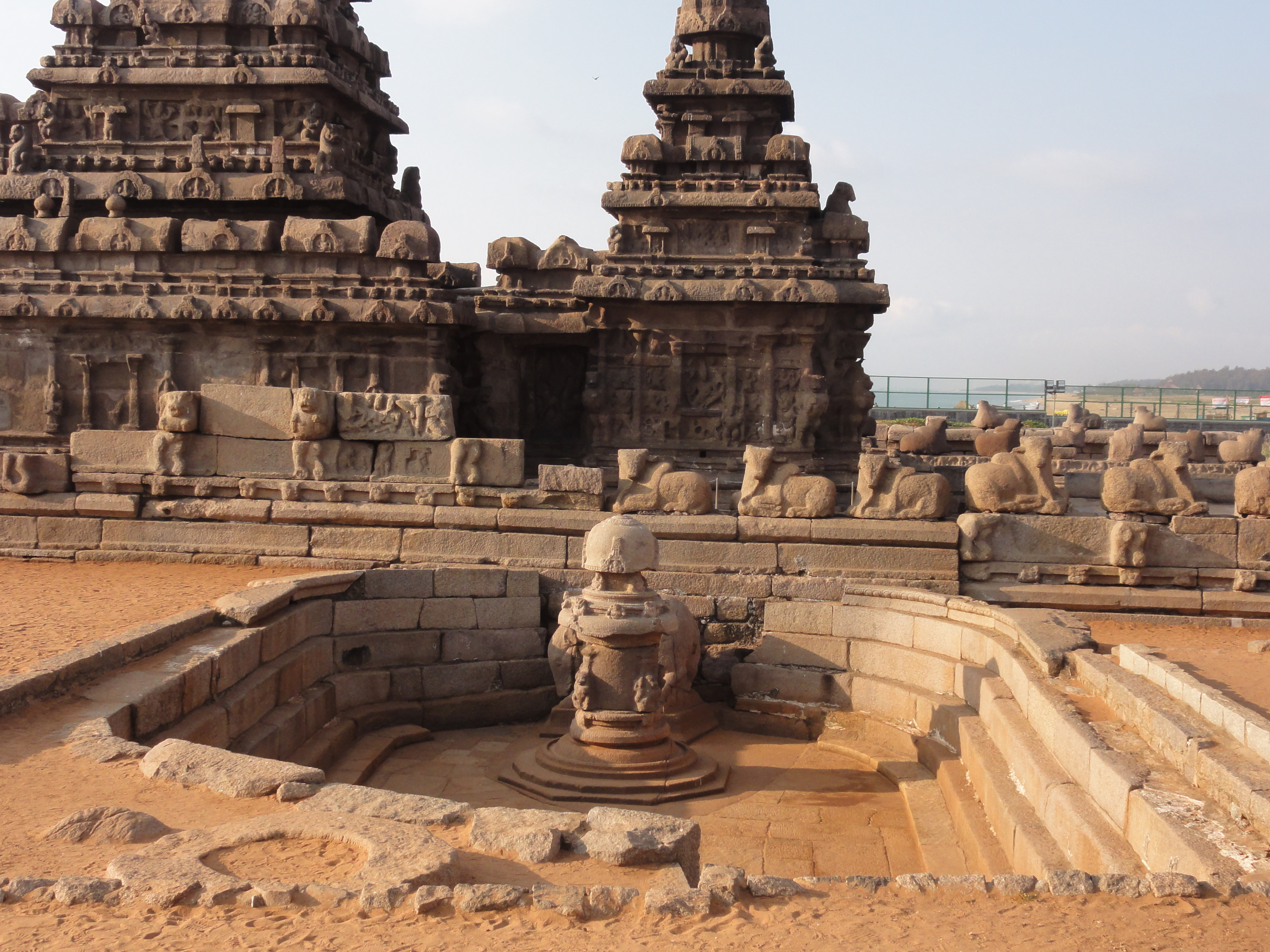
Танк, Нанді і два вцілілих храми
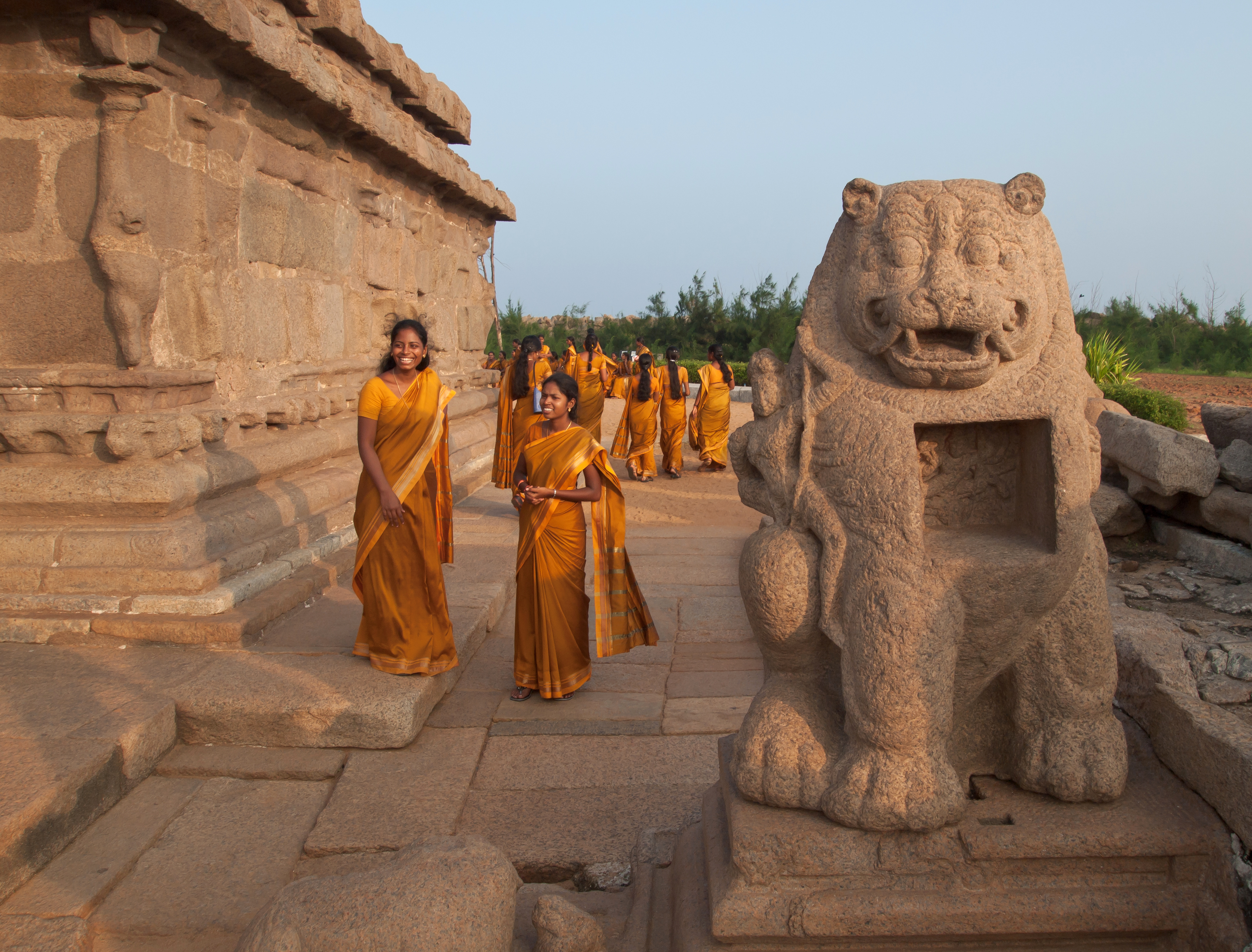
Дурга, вирізьблена на квадратній панелі лева

#### Храм Олакканешвара
Храм Олакканешвара розташований на скелі над печерним храмом Магішамардіні. Він також відомий як Старий маяк через його перетворення британськими чиновниками. Храм, побудований на початку VIII століття з сірого граніту, розрізаного на блоки, приписують королю Раджасімха. Він сильно пошкоджений, його надбудова відсутня; те, що залишилося, — це квадратна будівля із західним входом, фланкованим дварапалами. На стінах храму зображено легенду про Раванануґрагу з Рамаяни та рельєф Дакшинамурті (Шива як вчитель йоги). Його назва сучасна, заснована на «олочці олії» щодня, яку спалювали місцеві жителі, щоб підтримувати вогонь у храмі.

#### Храм Мукунданаянар
Архітектура храму Мукунданаянар схожу на ратху. На північ від головного пагорба в Мамаллапурамі його датують початком VIII століття і приписують королю Раджасімху. Храм, простий квадратної форми, орієнтований на схід, а його фасад підтримують два стрункі рифлені круглі стовпи. Його святилище оточене гранітними стінами, а зовнішні стіни зчленовані в пілястровані колони. Ремісники формували дах так, щоб він нагадував дерево, а кути мали квадратні куполоподібні кути (павільйони). Надбудова складається із квадратів, увінчаних восьмикутним куполом. Внутрішня частина надбудови вирізьблена для створення шикхари над ґарбгаґрігою. У святині є квадратне панно, але зображення відсутнє.

### Наскельні рельєфи

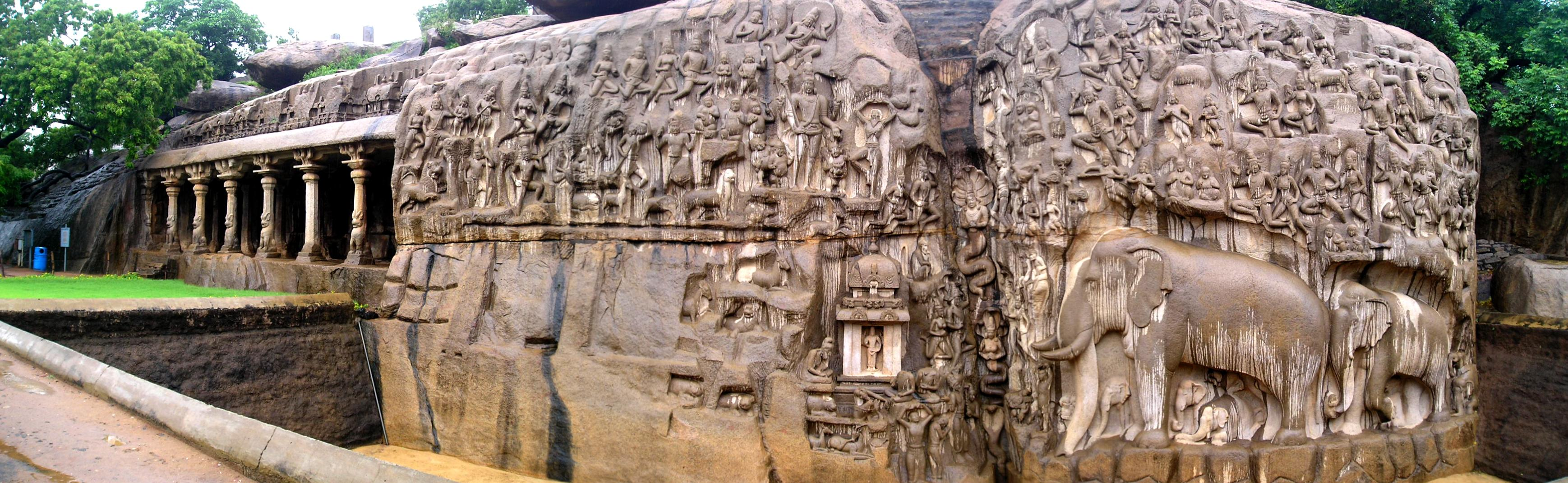
Спуск Гангу, також відомий як Покаяння Арджуни, є одним із найбільших наскельних рельєфів в Азії та оповідає кілька індуїстських міфів

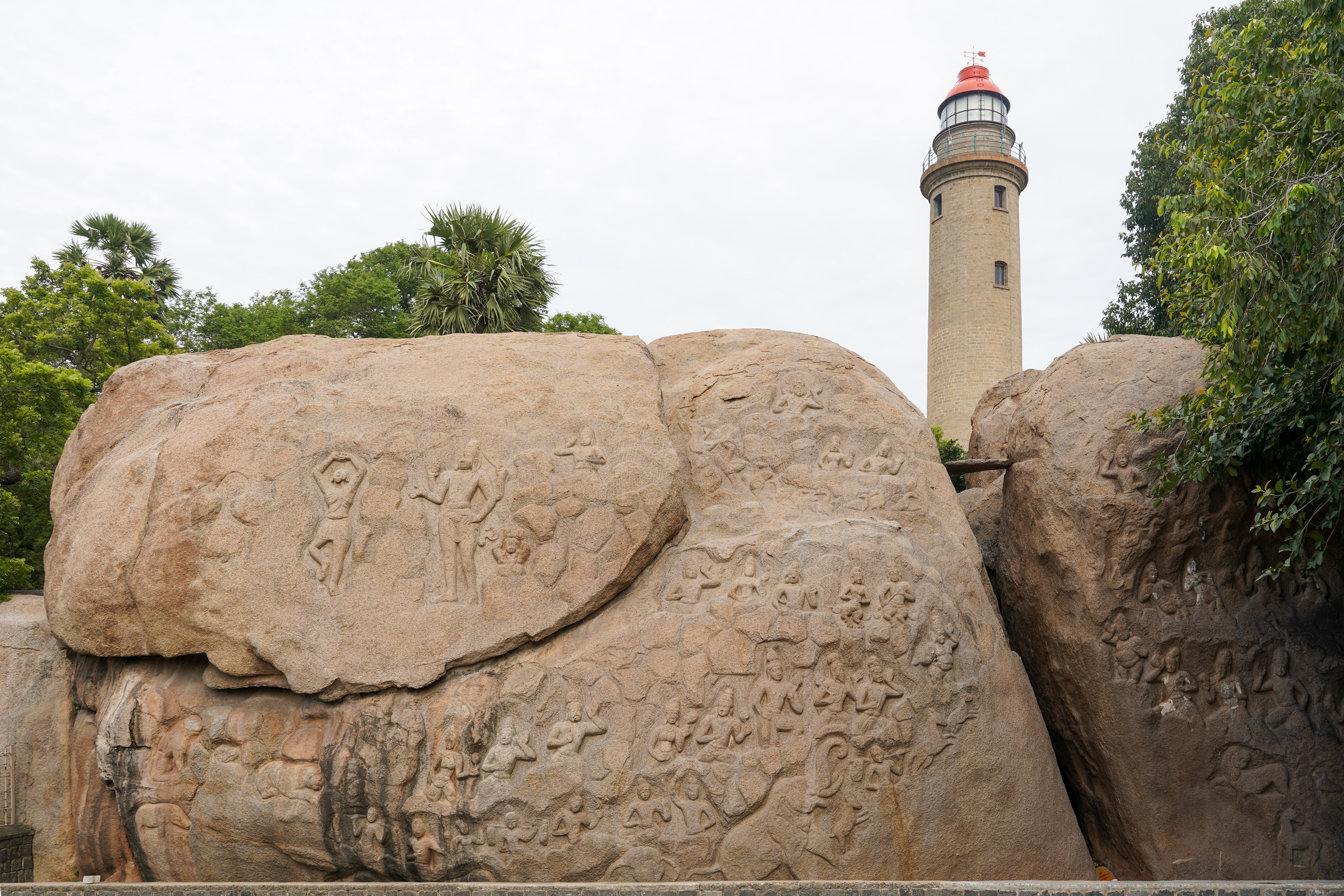
Ритуальна панель біля покаяння Арджуни

Рельєфи вирізьблені на скелях або валунах. До них відноситься стіна мандапи Крішни, де перед рельєфом була додана надбудова. Найвідомішим наскельним рельєфом у Магабліпурамі є Спуск Гангу (також відомий як Покаяння Арджуни або Покаяння Бгаґіратхи), найбільший наскельний рельєф під відкритим небом.
Спуск Гангу вважається одним із найбільших барельєфів у світі. Рельєф, що складається з індуїстської міфології, вирізьблений на двох 27-метрів-long (89 фут), 9-метрів-high (30 фут) валуни.
Є дві основні інтерпретації: зусилля, необхідні для того, щоб привести Гангу з небес на землю, і легенда Кіратарджунія та розділ із Магабгарати про зусилля Арджуни отримати зброю, необхідну йому, щоб допомогти добру перемогти зло. Частина панелі показує допомогу, яку він отримав від Шиви, щоб перемогти асурів. На панелі представлені Вішну, Шива, інші боги та богині, мудреці, люди, тварини, рептилії та птахи.
Згідно з іншим тлумаченням, аскет Бгаґіратха молиться про принесення Ганги на землю. Шива приймає річку, до якої в спокої та спразі мчить все життя. Ця теорія не була загальновизнаною, оскільки центральні персонажі відсутні або не відповідають їхнім легендам. Відсутність кабана на всій панелі викликає сумніви в тому, що це одна історія, хоча сцени покаяння Арджуни та спуску Ганги підтверджуються. Гранітні рельєфи початку або середини VII століття вважаються The Hindu «одним із чудес скульптурного мистецтва Індії».

### Інші скельні пам'ятки

#### Баттербол рок

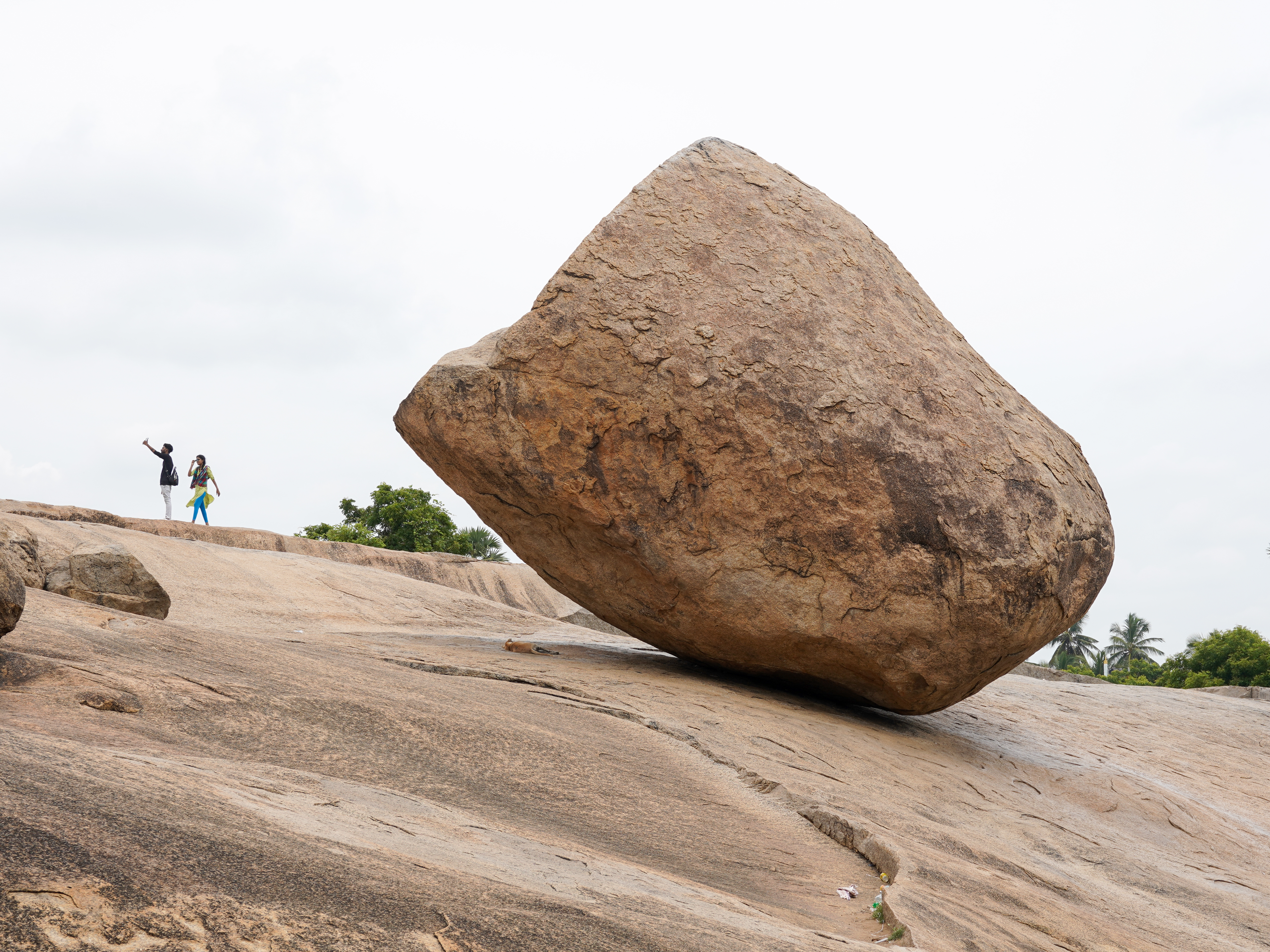
Баттербол Крішни

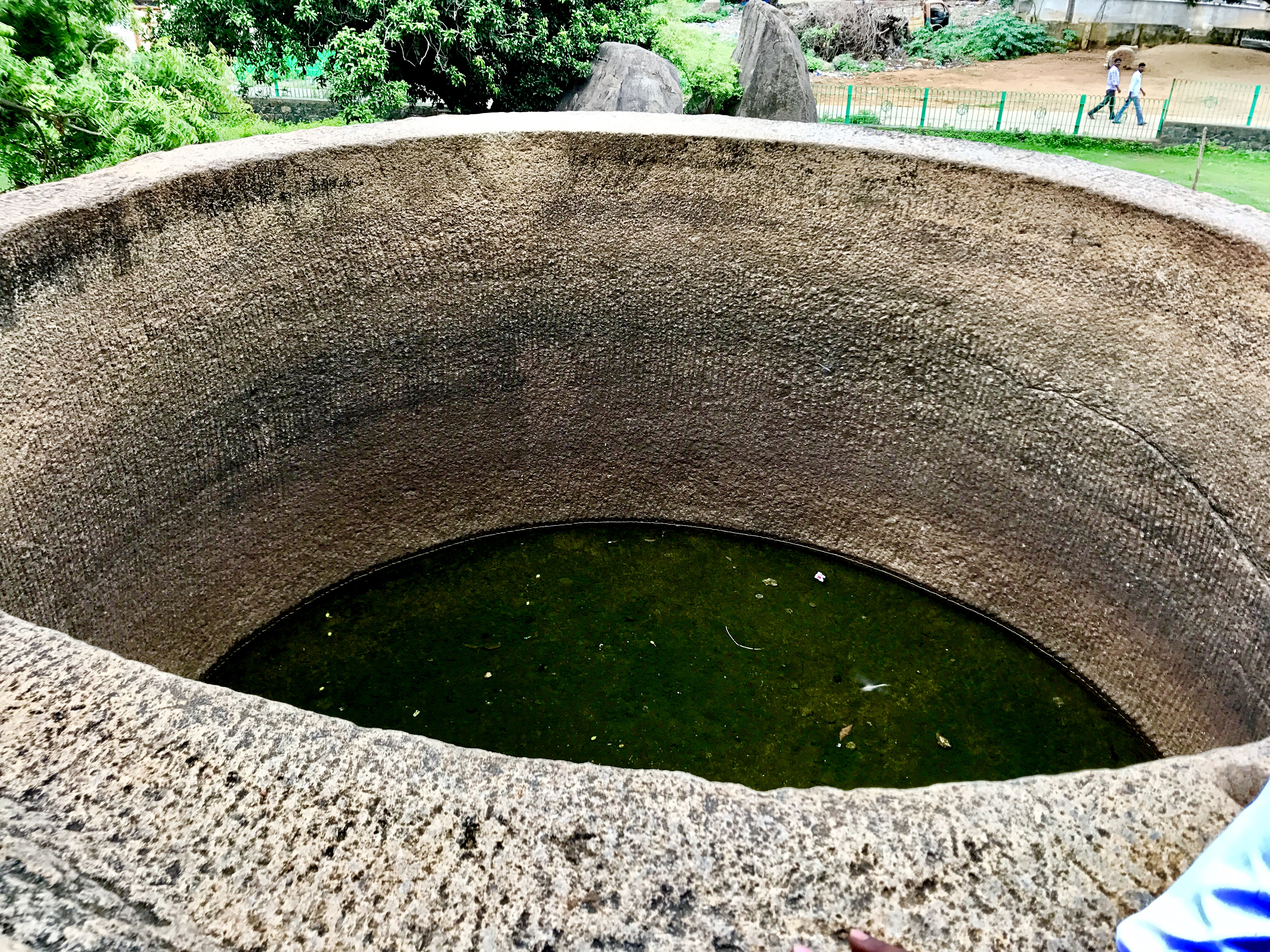
Баттер Велл

Баттербол Крішни (також відома як Ваан Ірай Кал) і Гігантський Баттербол Крішни) — гігантський гранітний валун, що лежить на короткому схилі в історичному прибережному курортному місті Мамаллапурам у штаті Тамілнаду в Індії. Завдяки оптичній ілюзії здається, що він ледь лежить на скелястому постаменті.

#### Баттер Велл
Це 40 метрів на північ від Баттербола Крішни, викопаного глибоко в еродованому скелястому постаменті.

## Вплив
Архітектура вирізьблених у скелях храмів, зокрема ратх, стала зразком для південноіндійських храмів. Архітектурні особливості, зокрема скульптури, були широко використані в південноіндійських, камбоджійських, аннамських і яванських храмах. Нащадки скульпторів святинь є ремісниками в сучасному Магабаліпурамі.

## Збереження
Після приблизно 40-річної затримки генеральний план прикраси Магабаліпураму був реалізований у 2003 році. Міністерство туризму та культури Союзу фінансує проект інтегрованого розвитку Мамаллапураму вартістю багато мільйонів рупій. Прибрано територію навколо пам'яток з огородженням, газонами, доріжками, скверами та прибрано лотки та посягання. Під час шоу Son et lumiere пам'ятки підсвічуються вночі. Археологічне управління Індії облаштувала газони та доріжки навколо пам'яток, а Корпорація житлового та міського розвитку (HUDCO) розробила парки по обидва боки доріг, що ведуть до Храму Шор та П'яти Ратх. Планується шлях від Храму Шор до П'яти Ратх і збереження інших пам'яток.